# Volksverteidigungseinheiten
Die Volksverteidigungseinheiten (kurdisch Yekîneyên Parastina Gel, Kürzel: YPG, arabisch وحدات حماية الشعب, DMG Waḥdāt Ḥimāyat aš-Šaʿb) oder für die Gesamtstreitkräfte YPG/YPJ bzw. YPG/J sind eine bewaffnete kurdische Miliz in Syrien. Sie kontrollieren verschiedene mehrheitlich kurdisch besiedelte Gebiete in Nordsyrien, darunter auch solche mit einem bedeutenden Anteil an arabischer Bevölkerung.
Die YPG werden als bewaffneter Arm der kurdisch-syrischen Partei der Demokratischen Union (PYD) betrachtet. Sie werden oft als syrische Fraktion der verbotenen Arbeiterpartei Kurdistans (PKK) angesehen. Die Führung der YPG gab trotz deren Nähe zur PYD und PKK an, unabhängig zu sein und nicht der PKK anzugehören.
Die YPG stellen in den drei im Jahr 2014 von der PYD errichteten und regierten Kantonen, die unter dem Namen Rojava („Westkurdistan“) bekannt sind und rund ein Fünftel Syriens umfassen, eine De-facto-Armee dar. Die Macht in Rojava liegt bei den PYD/YPG. Die Türkei stuft die YPG als terroristische Vereinigung ein, konnte aber ihre westlichen Alliierten nicht davon überzeugen, sich dieser Einstufung anzuschließen.
Seit 2015 ist die YPG Teil der Demokratischen Kräfte Syriens (DKS).

## Gründung, Struktur, Ideologie und Ausrichtung

### Gründung und Etablierung von PYD und der YPG

#### Gründung der Partei der Demokratischen Union (PYD)
Offiziell wurde die PYD 2003 als Ableger der PKK in Irakisch-Kurdistan gegründet. Der Bruder Abdullah Öcalans, Osman, gab an, dass er die PYD geschaffen habe und sie ihre Anweisungen von der PKK erhalte. Die Gründer und Führungsmitglieder der PYD waren sämtlich Figuren aus der PKK, die aus der Kandil-Region zurückgekehrt waren, wo die erste Konferenz der Gruppe abgehalten worden war.
Anders als andere kurdische Parteien, die politisch rege, aber institutionell schwach aufgestellt waren und von der einheimischen Bevölkerung isoliert und entfernt blieben, war die PYD schon vor der syrischen Rebellion auf eine Machtübernahme vorbereitet. Diese Infrastruktur spielte bei der folgenden Entwicklung des Rojava-Projektes eine entscheidende Rolle.

#### Machtübernahme in Nordsyrien ab 2011
Mit dem Beginn des Bürgerkriegs in Syrien sicherten sich die PYD ab März 2011 zunächst ab, einen direkten Konflikt mit dem Damaskus-Regime zu vermeiden. Mit Ausbruch der syrischen Rebellion 2011 kritisierte die PYD scharf das Oppositionsbündnis Syrischer Nationalrat, nannte die sich der Opposition anschließenden Kurden „Kollaborateure“, griff Anti-Regime-Demonstranten in Afrin und Aleppo an und behielt versöhnliche Beziehungen mit der Regierung Assad bei. Als sich die Aufstände in Syrien 2011 weiter ausbreiteten und zu einem Krieg entwickelten, nutzte die PYD dies zu ihrem Vorteil, um ihren Einfluss auszuweiten. Die PKK entsandte über 1000 syrische Kurden nach Syrien.
Unter den Rückkehrern aus Kandil befand sich im April 2011 auch Salih Muslim, der das öffentliche Gesicht der PYD wurde. Auf der militärischen Ebene verblieb die Macht bei PKK-Kommandeuren aus Kandil, während sich unter den einfachen Diensträngen viele wirtschaftlich schwache Kurden befanden, die über Jahrzehnte in Nordsyrien rekrutiert, im Nordirak ausgebildet und nach Beginn des Aufstandes zum Dienst bei den YPG entsandt wurden. Die PYD verfügte als einzige syrisch-kurdische Partei über einen Kader ausgebildeter Kämpfer, und die Gefolgschaft gegenüber Öcalan half ihr, Sympathisanten zu sammeln und interne Aufspaltungen zu verhindern. Für die Vorbereitung der Machtübernahme von 2011 hatte die PYD Waffen gehortet und alle wichtigen Behörden übernommen. Die PYD bildete PKK/KCK-Strukturen nach und gründete im Dezember 2011 eine eigene Versammlung bzw. einen eigenen Rat für Syrien.
Nach dem überraschenden Rückzug des syrischen Regimes aus den kurdischen Gebieten in Nordsyrien – dem größten Teil des späteren Rojavas – im Juni oder Juli 2012 konnte die PYD aufgrund des Zusammenhalts in ihren Institutionen das entstandene Machtvakuum für sich nutzen, es selbst ausfüllen und die politische und militärische Kontrolle übernehmen.
Die PYD entfernte in mindestens fünf ihrer Hochburgen die Regierungsbeamten aus den Gemeindeeinrichtungen. Umgehend tauschte die PYD-YPG syrische durch PYD-Flaggen und die allgegenwärtigen Assad-Bilder durch Öcalan-Fotos aus. Damit behauptete sie sich in den meisten überwiegend kurdischen Städten offen als die für die staatlichen Institutionen zuständige Autorität. Es wurden als demokratisch bezeichnete Institutionen geschaffen, basale Formen von Selbstorganisierung und Rätestrukturen einer neuen Gesellschaftsform, die „demokratischer Konföderalismus“ bezeichnet wurde. Das Gebiet verfügte über ein funktionierendes und auch gemäß Einschätzung der NZZ „leidlich demokratisches“ Gemeinwesen, welches sowohl ethnische Minderheiten als auch die Beteiligung von Frauen einschloss.

#### Durchsetzung gegenüber nordsyrischer Opposition
Die Machtübernahme der PYD in dem von der Regierung Assad im Sommer 2012 geräumten Gebiet mit mehrheitlich kurdischer Bevölkerung in Nordsyrien führte zu Auseinandersetzungen zwischen der PYD und der Anti-Assad-Rebellion und brachte die Türkei als einen der wichtigsten Unterstützer der Rebellen dazu, als sekundäres Ziel die Sicherung ihrer Südgrenze gegen eine PKK-Basis anzustreben. Zudem sorgte die PYD dafür, dass die dem Westen gegenüber freundlich verbundene Regierung von Irakisch-Kurdistan ihren Einfluss in Syrien reduzierte, indem die PYD ein autoritäres Regime ausbaute, das stark vom Assad-Staat abhängig war und in brutaler Form alle kurdischen politischen Organisationen und Aktivisten unterdrückte, einschließlich jener mit Verbindungen nach Erbil als Hauptstadt Irakisch-Kurdistans.
Im Gegensatz zu den unilateralen Schritten der PYD in Richtung Autonomie war die 2 bis 3 Millionen Menschen umfassende kurdische Bevölkerung zersplittert, möglicherweise zum Teil als Ergebnis der zurückliegenden Repression unter dem Assad-Regime. Seit der Ermordung von Scheich Muhammed Maschuq al-Chaznawi im Jahre 2005 hatte den syrischen Kurden weitgehend eine einigende Führerfigur gefehlt. Die tief mit der PKK verbundene PYD war die am besten organisierte von einem Dutzend Gruppen, die innerhalb der kurdischen Minderheit in Syrien aktiv waren. Gegen die PYD-Kader waren die übrigen, untereinander zerstrittenen Oppositionsparteien, die sich auf Betreiben des Präsidenten irakisch Kurdistans, Masud Barzani, zum Kurdischen Nationalrat (KNC) zusammenschlossen, nicht erfolgreich. Die PYD stützte ihre Macht neben der Gefolgschaft einer Bevölkerungsmehrheit auch auf ihre im Vergleich zu den anderen Kurdenparteien höhere Effektivität und insbesondere auf ihre Verfügung über Kämpfer und Waffen. Viele Kurden unterstützten die militärischen Gewinne der PYD und begrüßten die Existenz kurdischer Enklaven in Syrien, auch wenn sie nicht mit allen Aspekten der politischen Plattform der PYD übereinstimmten. Zwar bestand kein Konsens darüber, ob die Interessen der Bevölkerung von 2,5 Millionen syrischen Kurden mit denen der PYD übereinstimmten. Doch räumten auch erklärte kurdische Gegner der PYD ein, dass nur die PYD in der Lage war, in Rojava eine eigene Armee, die YPG, aufzubauen. Sie sollte zunächst dazu dienen, die selbsterklärte und von ihren Führern als „dritter Weg“ bezeichnete Neutralität zu schützen, also das Unterlassen sowohl eines Paktes mit dem syrischen Regime als auch eines Paktes mit arabischen Rebellen, solange diese nicht kurdische Rechte garantieren würden. Öcalans Dogma strikter Neutralität im Syrienkonflikt ermöglichte es der PYD, die ideologisch einen antiwestlichen Rätekommunismus vertrat, das öffentliche Leben und den Frieden in den von ihr kontrollierten Gebieten aufrechtzuerhalten. Besonders nach der Niederlage der FSA gegen die YPG nach dem Einfall der FSA in das Kurdenviertel von Aleppo im Oktober 2011 kamen Kritiker aus dem KNC zu dem Ergebnis, dass es unter den gegebenen Umständen der Syrienkrise keine wirksame Alternative zur Machtübernahme von Öcalans Anhängern gab und für sie der Wechsel von der Diktatur Assads zur Machtübernahme durch die PYD angesichts des garantierten Friedens in einer Bürgerkriegssituation als „kleineres Übel“ zu betrachten sei. Dennoch verweigerte der KNC in weiten Teilen die Zusammenarbeit mit der PYD. Als möglicherweise bedeutendster Faktor dafür, dass der PYD ein Mindestmaß an Legitimität zugesprochen wurde, wurden die Anstrengungen der YPG als militärischer Arm der PYD zum Schutz der lokalen Bevölkerung vor Angriffen extremistischer Gruppen wie ISIS angeführt.
Einige kurdische Parteien, die das Projekt der demokratischen Selbstverwaltung ablehnten, warfen der PYD Unterdrückung abweichender Meinungen vor. Angesichts des wachsenden Einflusses der PYD wurde der PYD auch von einigen Kurden vorgeworfen, mit dem Regime Assads verbündet zu sein und seine autoritäre Einparteienherrschaft durch die eigene ersetzen zu wollen. Nach Angabe des PYD-Vertreters Mohammed Reso hatten einige syrische kurdische Parteien sich geweigert, den im November 2013 deklarierten kurdischen Plan für eine Interimsadministration für die vornehmlich kurdisch besiedelte Region im Nordosten Syriens zu unterschreiben. Kurden, die gegen die neue YPG-Macht protestierten, wurden verhaftet und verprügelt. Nach Berichten der Menschenrechtsorganisation Human Rights Watch kamen manche Kritiker unter ungeklärten Umständen ums Leben. Entgegen den von der PYD verkündeten demokratischen Zielen kam es zu Machtmissbrauch wie bei der gewaltsamen Niederschlagung friedlicher Demonstrationen durch PYD-Behörden in Amude, bei denen sechs Menschen ums Leben kamen, viele verletzt und 90 Aktivisten verhaftet wurden. Im Gegensatz zur PKK wurde die PYD jedoch weder von den USA noch von der EU offiziell auf der Liste terroristischer Vereinigungen aufgeführt.

#### Gründung der Volksverteidigungseinheiten (YPG)
Eine inoffizielle Gründung der YPG erfolgte am 26. Oktober 2011 durch die PYD zum Schutze der vorwiegend kurdischen Bevölkerung in Nordsyrien. Die offizielle Gründungserklärung der YPG erfolgte am 19. Juli 2012 durch die PYD. Das offizielle Auftreten der YPG fiel mit dem Rückzug der Regierungsarmee aus den Kurdengebieten zusammen, nachdem sich die Kurden offenbar mit der syrischen Regierung unter Assad auf eine Art Nichtangriffspakt verständigt hatten und die YPG sich zur De-facto-Armee der syrischen Kurden entwickelte. Salih Muslim betonte als Co-Vorsitzender der PYD, dass die YPG zwar von der PYD gegründet worden seien, es sich bei ihnen aber nicht um eine Parteimiliz handele, da die PYD die Vorstellung einer Parteimiliz ablehne und vereinte Sicherheitskräfte sowie eine vereinte Armee bevorzugen würden.

#### Militärische Machtübernahme in Nordsyrien ab 2012
Im Juni 2012 errichteten die YPG Checkpoints in Nordsyrien. 2013 wurde die als YPJ bekannte weibliche Kampftruppe geschaffen. Als die PKK und die Türkei 2013 einen Waffenstillstand miteinander eingingen und begannen, politische Gespräche miteinander zu führen, errichteten die YPG-PYD in Nordsyrien eine „demokratische Selbstverwaltung“ und nannten diese Rojava („Westkurdistan“). Als im November 2013 Rojava ausgerufen wurde, etablierten sich die YPG als dominante militärische Kraft in nahezu jedem kurdisch besiedelten Gebiet der Provinzen Hasaka, Raqqa und Aleppo. Die stets geäußerten Behauptungen der YPG, nicht der PYD zu folgen, werden freilich durch die Realität widerlegt. Die YPG unterstehen offiziell dem Hohen Kurdischen Komitee, werden jedoch weithin als militärischer Arm der PYD betrachtet.
Obwohl die YPG mit der PYD als der mächtigsten kurdischen politischen Partei verbunden waren, wurden die YPG im Verlauf der Syrienkrise zunehmend als Armee aller syrischer Kurden angesehen. Eine klare Definition für Rojava existierte in keiner der kurdischen Parteien. Die erklärte Vision der PYD und des PYD-Vorsitzenden Salih Muslims für Rojava bestand in einer Selbstverwaltung aller Ethnien im Nordosten Syriens, gleich ob Araber, Kurden oder Assyrer.
Der militärische Erfolg versetzte die YPG-PYD in die Lage, ihr Autonomiesystem auszubauen. Im März 2016 rief die YPG-PYD die „Demokratische Föderation Nordsyrien“ (DFNS) aus, welche ein von Kurden, Arabern und kleineren Minderheiten bewohntes Gebiet in einem breiten, zusammenhängenden Streifen aus Teilen der Provinzen Hasaka, Raqqa und Aleppo und ebenso die Provinz Afrin, die nicht mit dem übrigen Territorium verbunden war, umfasste.

### Beziehung der PYD/YPG zur Arbeiterpartei Kurdistans (PKK)
Wladimir van Wilgenburg, Analyst der in den USA ansässigen Jamestown Foundation, fasste den Zusammenhang zwischen YPG und PKK in Übereinstimmung mit der Sichtweise der Türkei im Jahr 2014 mit den Worten zusammen: „YPG ist der bewaffnete Flügel der PKK in Syrien.“
Die PKK selbst hat angegeben, dass die YPG sowie die PJAK in der Islamischen Republik Iran und die HPG im Irak separate, aber eng verbundene Gruppen seien. Nuri Mahmud, offizieller Sprecher der YPG, gab im Jahr 2017 gegenüber Medien an, die YPG seien eine „völlig andere Organisation als die PKK“ und habe „keine Verbindungen“ zur PKK. Beide Gruppen würden in verschiedenen Gebieten, mit unterschiedlichen Methoden und für verschiedene Ziele operieren.
Vertreter der US-Regierung unter Barack Obama bestätigten, dass PKK und YPG miteinander verbunden seien und sich im Kampf gegen den IS miteinander abstimmten, dass die USA jedoch den Kontakt mit den PKK formell weiterhin mieden, während sie mit den YPG im direkten Umgang stünden. Die US-Vertreter gaben zudem an, dass PKK und YPG unter getrennten Kommandostrukturen und mit verschiedenen Zielen operieren würden.

#### Finanzierung der YPG durch die PKK
Anders als andere syrisch-kurdischen Parteien, die weder durch Regierungen benachbarter Staaten finanziell gefördert wurden, noch über erhebliche eigene Einnahmen verfügten, erhielt die PKK – und damit auch die PYD – durch Einwerbung von Spenden bedeutende Gelder. Die PYD stellte unter den syrischkurdischen Parteien eine Ausnahme dar, da sie als Kaderorganisation all diejenigen versorgte, die hauptamtlich für sie tätig waren. Für Geldmittel stützten sich die YPG nach Expertenangaben auf in den kurdischen Gebieten erhobene Steuern und die Unterstützung der PKK, die über ein Netzwerk von Spendern in Europa, der Türkei und in anderen Gebieten der kurdischen Diaspora verfügt. Laut dem TE-SAT 2016-Bericht von Europol erhöhte die PKK ihre Finanzmittelbeschaffung, ihre Propaganda und ihre Rekrutierungen nach der Beendigung ihres Waffenstillstands mit der Türkei im Juli 2015 und der darauffolgenden Eskalation des Konflikts. Österreich, Belgien, Frankreich, Deutschland, Griechenland, Rumänien, Schweden, die Schweiz und die Niederlande berichteten über das Fortbestehen der jährlichen PKK-Geldbeschaffungskampagnen, zu denen Spendensammlungen, Mitgliedergebühren und andere Einnahmen gehörten. Europol zufolge wurde davon ausgegangen, dass mit den Erlösen sowohl die HPG als militärischer Arm der PKK in der Türkei als auch die PYD mit den YPG als ihrem militärischen Arm in Syrien finanziert wurden.

#### Organisatorische Verbindung von PYD und YPG mit der PKK und der Koma Civakên Kurdistan (KCK)
Die technisch getrennten Körperschaften YPG, PYD und PKK gehören der Koma Civakên Kurdistan (KCK) an.
Die KCK ist eine Organisationsform der Arbeiterpartei Kurdistans (PKK). Sie ist dezentral organisiert. So haben die YPG, nachdem der IS 2014 an der syrisch-türkischen Grenze 60 Ortschaften eingenommen hatte, die PKK um Hilfe für den Kampf gegen den IS gebeten, die schließlich zusagte, Kämpfer nach Syrien zu entsenden. Bei der Befreiung der Jesiden vor dem Islamischen Staat im Sindschar haben die YPG und die PKK zusammengearbeitet. Auf militärischer Ebene förderten die YPG im Einklang mit einer PKK-Tradition einflussreichere Posten für Frauen als Befehlshaberinnen. Laut einem Bericht der International Crisis Group (ICG) über die Kurden in Nordsyrien richten Türkei-orientierte YPG-Kommandeure, die von der PKK ausgebildet wurden, die YPG weniger auf eine syrische Lösung der kurdischen Frage in Syrien als vielmehr auf den Kampf der PKK gegen den türkischen Staat aus. Dieser seit 2015 wieder ausgebrochene bewaffnete PKK-Konflikt in der Türkei hatte 2017 eine der seit über drei Jahrzehnten tödlichsten Phasen mit über 3000 Toten seit dem 20. Juli 2015 erreicht.
Die PYD wie auch die YPG fördern wie die anderen in der KCK vertretenen Bewegungen die Einführung des demokratischen Konföderalismus, der nicht in der Sezession, sondern in der Errichtung stark dezentralisierter lokaler Regierungsstrukturen besteht. Die PYD ist bei der Implementierung von Öcalans Ideen schon weit fortgeschritten, denn sie konnte die Regierungsform des demokratischen Konföderalismus in dem von der PYD regierten Gebieten zu einem guten Teil schon einführen und hat offizielle, aber auch inoffizielle diplomatische Kontakte zu Politikern aus einer Vielzahl von Ländern geknüpft.

#### Strukturelle und organische Verbindung der PYD/YPG/DKS mit der PKK
Figuren der PKK sind in den YPG wie in der PYD allgegenwärtig. Es bestehen stark ausgeprägte organische Verbindungen zwischen PKK und PYD/YPG. Nach Ansicht der International Crisis Group bestand im Jahr 2017 kaum Aussicht, dass sich die organische Verbindung der PKK zu den YPG und ihrem politischen Arm PYD als syrischer Tochterorganisation in absehbarer Zukunft ändern könnte.
Die Angabe dieser Studie, dass die PYD/YPG-Führung offenkundig in großen und kleinen Angelegenheiten der PKK-Führung in den Kandil-Bergen Folge leistet, entsprach auch der offiziellen Einschätzung des US-amerikanischen National Counterterrorism Center (NTCT), bevor die US-Führung 2015 ihre Allianz zwischen den YPG als Teil der Anti-IS-Koalition intensivierte. Auf strategischer Ebene und innerhalb der Kommandostruktur der YPG befinden sich PKK-Mitglieder. Das Vorhandensein von PKK-Kommandeuren innerhalb der YPG ist gut belegt, und glaubwürdige Argumente sprechen dafür, dass das Militärkommando der PKK die höchste Autorität im von den YPG kontrollierten Gebiet Rojava darstellt. In der Kandil-Region ausgebildete und kampferprobte PKK-Kader, die über jahrelange, in einigen Fällen jahrzehntelange Kampferfahrungen im Kampf der PKK gegen die Türkei verfügten, haben die einflussreichsten Positionen in den YPG und – infolgedessen – in der Befehlskette der DKS (Demokratische Kräfte Syriens) inne.
Während Kurden aus der Türkei und aus Iran eine beachtliche Rolle spielen, handelte es sich bei den meisten dieser Kader um syrische Kurden, deren Loyalität gegenüber der internen Hierarchie der PKK jedoch den Beziehungen zur lokalen Gesellschaft in Syrien übergeordnet zu sein scheint. Viele operieren auch weitgehend aus dem Hintergrund oder mit Titeln, die ihre tatsächliche Autorität untertreiben, während die nominell verantwortlichen Vertreter keine direkten Verbindungen zur PKK aufweisen und als Strohmänner fungieren. Obwohl der PKK-Präsenz in Nordsyrien auf diese Weise ein lokales Erscheinungsbild verliehen wird, sind die tatsächlichen Machtverhältnisse vor Ort und für Beobachter von außen offensichtlich.
Darüber hinaus zeigen von den YPG selbst veröffentlichte Statistiken an, dass über 50 % der in den Reihen der YPG gegen den IS kämpfenden Kurden aus der Türkei sind. Trotz der Drosselung des Grenzübertritts durch die Türkei nach September 2014 blieben Kurden aus der Türkei in den YPG weiterhin gut vertreten, was die Verbindung der YPG mit der PKK weiter unterstrich. Viele Kurden aus der Türkei, die in der Kandil-Region mit der PKK ausgebildet wurden, kämpften später in Syrien als Teil der YPG. In Interviews identifizieren sich PKK-Mitglieder stark mit den PYD/YPG und erklärten, dass diese zur „gleichen“ Bewegung wie sie gehören würden. Nach Beginn der Unruhen in Syrien überquerten Anfang 2011 rund 1.500 bewaffnete syrische Kurden der PKK die Grenze nach Nordsyrien und stellten die erste bewaffnete Kurdengruppe in Syrien dar. In diesen frühen Tagen des syrischen Aufstandes wurde die Führerschaft der YPG von syrischen PKK-Kämpfern dominiert. Die meisten führenden YPG-Kommandeure wurden laut der ICG im PKK-Stützpunkt in der nordirakischen Region Kandil ausgebildet. Die PYD stellte mit YPG/YPJ so die einzige relevante kurdische Kampftruppe, die die Kurdengebiete Syriens verteidigte; die übrigen Kurden schlossen sich entweder ebenfalls der YPG an oder gingen zu nichtkurdischen Oppositionsgruppen, andere setzten sich in die Türkei oder in den Irak ab. Als die YPG ihre Kontrolle in Nordsyrien ausbreiteten und zunehmend in Auseinandersetzungen mit rebellischen und dschihadistischen Gruppen gerieten, strömten zusätzlich zu den in den YPG schon vorhandenen syrischen PKK-Kämpfern sowohl syrische als auch nicht-syrische Mitglieder der PKK in Scharen aus den Kandil-Bergen in die YPG, um sich deren Kampf anzuschließen. Im Jahr 2014 hatten sich bereits mehrere hundert türkisch-kurdische Kämpfer den YPG in Kobanê angeschlossen. Die Syrische Beobachtungsstelle für Menschenrechte gab die Zahl der türkisch-kurdischen Kämpfer, die die Grenze für den Kampf im Irak und in Syrien überquert hatten, Mitte Juli 2014 mit 800 an, während nationalistisch-kurdische Quellen eine eher bei 300 liegende Zahl nannten.
Berichten zufolge sollen PKK-Kämpfer YPG-Bataillone kommandiert haben, führend im Beschluss strategischer Entscheidungen gewesen sein und die ideologische und militärische Ausbildung der Rekruten geleitet haben. Die von der PKK ausgebildeten Kader ermöglichten es mit ihrer Erfahrung, Disziplin und Führen-mit-Auftrag-Strukturen (command-and-control), dass die YPG über ihr militärisches Gewicht hinaus Gebiete unter ihrer Kontrolle sichern konnten und seit September 2014 zu einem besonders attraktiven Partner für die Bemühungen des US-Militärs wurden, insbesondere im Vergleich zu den weniger organisierten, weniger geschlossenen und militärisch unerfahreneren syrischen Rebellenfraktionen, die in anderen Teilen des Landes von der US-Unterstützung profitiert hatten.

#### Ideologische Verbindung zwischen PYD/YPG/DKS und PKK

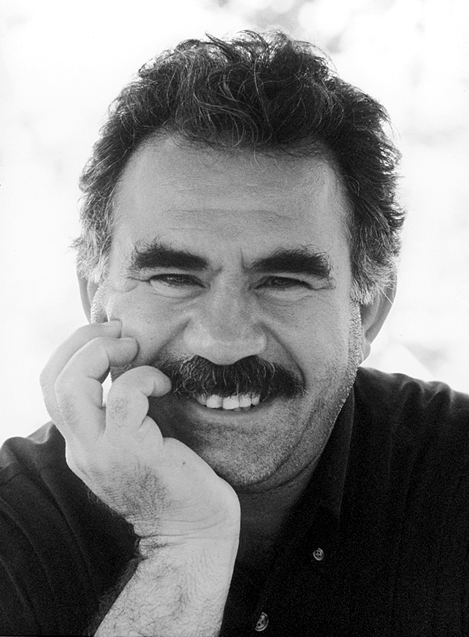
PKK-Führer-Abdullah Öcalan

Neben der Verbindung durch ihre Kommandostruktur sind YPG und PKK auch durch ihre Ideologie miteinander verbunden. Die ideologische Nähe zur PKK wird von den YPG nicht abgestritten. Der PKK-Führer Öcalan wird in den kurdisch dominierten Regionen Syriens innig verehrt. Trotz der ideologischen Verbindung zur PKK bestreitet die PYD, ein Zweig der PKK zu sein. Die formal unabhängigen YPG weisen ideologisch große Gemeinsamkeiten mit der sozialistisch geprägten Regierungspartei PYD auf.
Sowohl PKK als auch PYD/YPG sind in ihrer ideologischen Inspiration auf den PKK-Führer Abdullah Öcalan ausgerichtet. Sowohl die PKK als auch die PYD lehnen einen kurdischen Nationalstaat ab. Die von Öcalan geschaffene Ideologie wird verschiedenen Kadern der YPG gelehrt und bei ihnen beworben, einschließlich nicht-kurdischer Kämpfer innerhalb der YPG. In ausführlichen Berichten US-amerikanischer Medien wurde die Indoktrinierung arabischer Kämpfer der DKS mit der Ideologie Öcalans beschrieben. Die Stadt Manbidsch in der Provinz Aleppo wurde zwar vom US-Militär als Beispiel dafür dargestellt, dass eine erfolgreiche Machtübergabe von den Kurden an die Araber erfolgen kann, nachdem ein Gebiet von der Kontrolle durch den IS befreit wurde, doch handelte es sich bei den Arabern, die Manbidsch leiteten, um Anhänger der YPG-Ideologie, was sie laut dem Atlantic-Council-Analysten Aaron Stein aus der Perspektive der einheimischen Bewohner sowie der Türkei ununterscheidbar von den kurdischen Truppen machte. Öcalans Betonung auf die Ausweitung der Agenda über den kurdischen Nationalismus hinaus biete zudem eine intellektuelle Grundlage für die Eingliederung neuer Rekruten in die DKS und sogar in die YPG selbst, die aus anderen Teilen der syrischen Gesellschaft stammen, selbst wenn DKS-Vertreter einräumen, dass viele diese Rekruten nicht mit der PKK-Ideologie in Verbindung stehen. Innerhalb dieser PKK-Ideologie besteht eine Spannung zwischen dem militanten kurdischen Nationalismus und dem inklusiven Sozialutopismus, die auf die Dynamik innerhalb der breiteren YPG-Organisation und damit auf die DKS als Ganzes formend einwirkt.

#### Ähnlichkeit der Symbolik zwischen YPG und PKK
Der kurdische Name der YPG, Yekîneyên Parastina Gel, ist eine nahezu exakte Kopie des Namens des militärischen Arms der PKK, der Hêzên Parastina Gel (HPG). 2016 benannte sich die PKK-Jugendgruppe YDG-H in YPS (Zivilverteidigungseinheiten) um und wählte eine im Design zur Flagge der YPG (Volksverteidigungseinheiten) identische Flagge, die sich lediglich in der Farbwahl unterscheidet.

#### Wechselnde politische Einordnungen zum Verhältnis von PYD/YPG und PKK
Ursprünglich hatte sich die PYD offiziell als weisungsgebunden einem PKK-Parlament gegenüber erklärt, änderte aber später die entsprechende Charta. Sowohl PYD als auch YPG-Vertreter gaben später an, keine Weisungen von außen entgegenzunehmen und über eigene Strukturen zu verfügen, die nicht mit denen der PKK verwoben seien.
Bis zur zweiten Jahreshälfte 2014 wurden sie von den USA nicht als Teil der „moderaten Opposition“ in Syrien betrachtet. Das änderte sich erst nach den Kampferfolgen der YPG, die 2014 gegen IS-Milizen in Kobane kämpften, als die US-Regierung nach der Einnahme einer Reihe von Städten an der syrisch-türkischen Grenze durch die PYD im Juni 2015 die Überzeugung äußerte, dass die PYD einen verlässlichen Alliierten darstelle, der der Strategie der USA im Kampf gegen den IS entgegenkomme. Im Juli 2015 erklärte ein leitender US-Regierungsvertreter, er müsse, „um die PKK von der PYD zu trennen“, darauf hinweisen, dass die als Selbstverteidigung zu wertenden türkischen Operationen gegen die PKK im Nordirak nach den Anschlägen der PKK in der Türkei 2015 nicht gegen die PYD in Syrien gerichtet gewesen seien. Im Februar 2016 positionierte sich das US-Außenministerium, indem es verlautbarte, es sehe die PKK als Terrororganisation an, betrachte die YPG jedoch als effektive Kraft im Kampf gegen den IS zur Rückeroberung von dessen Territorium. Die US-Regierung unterstützte die YPG in diesen Anstrengungen gegen den IS und stellte im Gegensatz zur Türkei die Verbindung zwischen PKK und YPG nicht klar heraus. Entgegen dem wissenschaftlichen Stand behauptete der Sonderbeauftragte für die Internationale Allianz gegen den IS, McGurk, im Februar 2016 in einer Anhörung des US-Kongresses, die PYD sei daran interessiert, sich „von jeder Beziehung zur PKK zu distanzieren“. Am 28. April 2016 bejahte US-Verteidigungsminister Ashton Carter im Rahmen einer Anhörung vor dem United States Senate Committee on Armed Services die Frage von Lindsey Graham, ob die PYD und die YPG als deren militärischer Flügel Berichten zufolge zumindest wesentliche Verbindungen zur PKK besitzen. Entgegen der Zeugenaussage Carters und einem ausführlichen Bericht der ICG vom 4. Mai 2017, der die Dominierung der PYD und DKS durch die PKK dokumentiert, behauptete das US-Militär wiederholt, die PYD könne von der PKK unterschieden werden. Der Experte Barak Barfi betont, die Führer der PYD seien niemals bereit gewesen, das Kappen der Verbindungen zur PKK zu akzeptieren, um die Türkei zu beschwichtigen. Auf die Zukunft bezogen äußerte er die Überzeugung, die PYD werde „die Verbindungen zur PKK niemals abbrechen“.
Unter Barack Obama bemühte sich die US-Regierung intensiv, die Fiktion aufrechtzuerhalten, dass die YPG und die PKK getrennte Einheiten sind, konnte damit jedoch Experten nicht überzeugen. Nachdem die USA, die die YPG als von der PKK zu unterscheiden betrachteten, zuvor offiziell nur arabische Elemente der DKS bewaffnet hatten, kündigten sie im Mai 2017 an, auch kurdische Elemente der DKS, die bereitstanden, den IS aus seiner Hochburg Raqqa zu vertreiben, mit Waffen auszurüsten. Nachdem die DKS im Oktober 2017 nach viermonatigem Kampf den Sieg in der drei Jahre vom IS gehaltenen Stadt Raqqa erklärt hatten, kündigte die US-Regierung im November 2017 an, Anpassungen der US-Lieferungen an ihre Partner in Syrien vorzunehmen. Der türkische Außenminister Mevlüt Çavuşoğlu gab an, US-Präsident Donald Trump habe dem türkischen Präsidenten versprochen, die US-Waffenlieferungen an die YPG zu beenden. James Jeffrey, ehemaliger US-Botschafter in der Türkei von 2008 bis 2010, wertete die Entscheidung, die Waffenlieferungen an die Kurden zu beenden, als Bestandteil einer sich entwickelnden US-Strategie, weiterhin eine formende Rolle in Syrien zu spielen und von Iran unterstützte Milizen und die Hisbollah zu schwächen.

#### Ausstrahlungseffekte zwischen syrischen und türkischen Kurdenmilizen
Neben den organischen Verbindungen zwischen PKK und PYD/YPG existieren intensive ethnische und kulturelle Bande zwischen syrischen und türkischen Kurden. Diese traten beispielsweise bei den Ereignissen in Kobane im Sommer 2014 hervor, als das Zögern der Türkei, die YPG-Streitkräfte militärisch in ihrem Kampf gegen den IS zu unterstützen, unmittelbar zu Reaktionen einiger ethnisch-kurdischer Kreise in der Türkei führte, die auch die Form blutiger Aufstände in einigen größeren türkischen Städten annahmen. Ein weiteres Beispiel für ethnisch-basiertes Ausstrahlen eines Konfliktes in Syrien auf die Türkei fand in der Änderung der Taktik der PKK statt, die offenbar weitgehend in Anlehnung an die urbane Kriegsführung der YPG in Nordsyrien ihre Angriffe aus dem ländlichen Raum auf einige im Südosten der Türkei gelegene Städte verlegte.
Der Konflikt in Syrien hatte bedeutende Auswirkungen auf die kurdische Bewegung, den Friedensprozess zwischen der Türkei und der PKK und die Wahrnehmung der türkischen Regierungspartei AKP aus der Sicht von Kurden in der Türkei. Um die politischen und militärischen Anstrengungen der PYD in Syrien zu unterstützen, reisten ethnische Kurden aus der Türkei, aus Iran und aus dem Irak nach Syrien und schlossen sich den YPG als Miliz der PYD an. Die politischen Ambitionen der PYD in Syrien, die eng mit denen der PKK zusammenfielen, stellen eine langfristige Bedrohung der Sicherheit in der Türkei dar. Das wachsende Bewusstsein eines grenzüberschreitenden pan-kurdischen Nationalismus trug nach dem Abbruch der Friedensverhandlungen Mitte Juli 2015 zwischen der türkischen Regierung und der PKK zum Wiederaufleben der Gewalt im Südosten der Türkei bei. Diese Bedrohung wuchs nach dem Scheitern des zweijährigen Waffenstillstands zwischen der PKK und der türkischen Regierung im Juli 2015 und im Jahr 2016 weiter an. Laut der International Crisis Group wurden allein zwischen Juli und Mitte Dezember 2015 194 Sicherheitskräfte und mindestens 221 PKK-Aufständische sowie etwa 151 Zivilisten bei den Kämpfen getötet, die sich oftmals in städtischen Gebieten zwischen der seit 2016 in YPS umbenannten und eine der YPG ähnelnde Symbolik verwendenden PKK-Jugendgruppe YDG-H und türkischen Sicherheitskräften abspielten. Die Erfolge der PYD in Syrien beeinflussten die übergeordneten Ambitionen der PKK in der Türkei. Die PKK war zum einen innerhalb der Türkei in Kämpfe gegen die Sicherheitskräfte verwickelt mit dem von der PKK-verbundenen türkischen Organisation Democratic Society Congress (Demokratik Toplum Kongresi, Abkürzung: DTK) Ende 2015 formulierten Ziel der „Errichtung autonomer Regionen“, die „kulturelle, wirtschaftliche und geographische Affinitäten“ berücksichtigen. Zum anderen unterstützte die PKK gleichzeitig über die YPG das Projekt der PYD innerhalb Syriens. Zusammen mit der Involvierung der PKK in diesen zwei sich überlappenden Fronten in der Türkei und in Syrien führten die Erfolge der PYD in Syrien dazu, dass die Türkei ihre Einschätzung über die PYD als Gefahr für sich änderte.
Laut Joost Hiltermann, Programmleiter der Sektion Middle East and North Africa der ICG, stellen die YPG der PKK im Südosten der Türkei Waffen und andere Unterstützung zur Verfügung, während die PYD von der PKK geleitet und ihr unterstellt sei.
Laut Rayk Hähnlein, Major i. G. und Wissenschaftler in der Forschungsgruppe Sicherheitspolitik, erhält die Terrororganisation TAK, als urbane Jugendorganisation, die sich 2004 von der PKK abspaltete, ihr paramilitärisches Training in den unter der Kontrolle der YPG stehenden kurdischen Kantonen Nordsyriens wie Kobane. 2016 verübten TAK-Selbstmordattentäter gezielte Anschläge in Ankara und Istanbul. Viele Attentäter der TAK des Jahres 2016 waren bis zu zwei Jahre lang in YPG-Lagern ausgebildet worden und hatten in den YPG-Milizen gekämpft. Trotz der sich verschlechternden Sicherheitssituation in der Türkei begegnete die US-amerikanische Führung der türkischen Sorge vor ihrer Militärallianz mit den YPG, indem sie im Rahmen ihrer „Kompartimentierungs“-Politik vorgab, die türkischen und syrischen Konflikte voneinander zu entkoppeln. Die US-Führung unterstrich den Charakter der PKK und YPG als voneinander getrennte Einheiten und formierte die Demokratischen Kräfte Syriens (DKS) als Dachorganisation von YPG und arabischen Oppositionskräften in Syrien. Laut dem Befehlshaber der U. S. Special Operations Command, General Raymond A. Thomas, war die US-amerikanische Instruktion an die YPG, ihre „Handelsmarke“ zu ändern, einen Tag vor ihrer Verkündung einer Allianz mit syrischen Arabern unter dem Namen DKS im Jahr 2015 anlässlich der türkischen Bedenken gegenüber den YPG erfolgt, um den YPG durch das Attribut „demokratisch“ „etwas Glaubwürdigkeit“ zu verleihen. Die Türkei betrachtet die YPG weiterhin als syrischen Ableger der PKK. Der Einsatz der DKS wirkte in der Türkei wie eine Kaschierung der Zusammenarbeit der Koalition mit den YPG.

#### Ziele der PYD/YPG mit Bezug auf PKK-Zielstellungen
Die PYD spielte laut einem KurdWatch-Bericht von 2011 zufolge anfangs in der Programmatik eine Sonderrolle unter den syrisch-kurdischen Parteien. Zwar unterschieden sich ihre syrienspezifischen Positionen auf dem Papier kaum von denjenigen der anderen Parteien, doch konzentrierte sich die PYD auf die Türkei. Während viele PYD‑Aktionen in Syrien auf die Freilassung von PKK-Führer Öcalan abzielten, existierten nahezu keine syrienspezifischen Aktivitäten. Für die PYD beziehungsweise PKK blieb Syrien zunächst in erster Linie ein Rückzugs- und Rekrutierungsort ihrer Kämpfer für den bewaffneten Kampf gegen die Türkei. Die PYD ruft nicht zu regelrechter Sezession auf. Ihre Deklaration der Selbstbestimmung und eines begleitenden „Gesellschaftsvertrags“ vermischt marxistischen Jargon und eine vage Form von Volksdemokratie. Auf militärischer Ebene förderten die YPG im Einklang mit einer PKK-Tradition einflussreichere Posten für Frauen als Befehlshaberinnen.
Die PYD/YPG verfolgt wie die KCK das Ziel, das weniger in der Sezession als in der Errichtung stark dezentralisierter lokaler Herrschaftsstrukturen unter der Flagge Öcalans in den kurdischen Regionen in der Südosttürkei, in Nordsyrien, im Nordirak und im Nordwesten Irans besteht und anstrebt, für ihre kurdische Bewegung strategischen Einfluss in der Region des Nahen und Mittleren Ostens zu erlangen. Allerdings verfolgen PYD/YPG und PKK unterschiedliche Zwischenziele. Während die PKK weiterhin vorrangig um die Erlangung demokratischer Autonomie und größerer sprachlicher und politischer Rechte für die Kurden in der Türkei bemüht ist, konzentriert sich die PYD/YPG auf die Konsolidierung der Macht in dem von ihr kontrollierten Gebiet und um die letztendliche geographische Verbindung ihrer drei Kantone in Syrien sowie eines Teils des irakischen Territoriums nordwestlich von Sindschar, womit ihr ermöglicht würde, einen Korridor vom Irak zum von den YPG kontrollierten Teil Syriens aufzubauen.
Laut einem ausführlichen Bericht der ICG über die Kurden in Nordsyrien richten Türkei-orientierte YPG-Kommandeure, die von der PKK ausgebildet wurden, die YPG weniger auf eine syrische Lösung der kurdischen Frage in Syrien als vielmehr auf den Kampf der PKK gegen den türkischen Staat aus. Dieser seit 2015 wieder ausgebrochene bewaffnete PKK-Konflikt in der Türkei hatte 2017 eine der seit über drei Jahrzehnten tödlichsten Phasen mit über 3000 Toten seit dem 20. Juli 2015 erreicht.

### Beziehungen der PYD/YPG zu irakischen Kurdenorganisationen
Laut Joost Hiltermann, Programmleiter der Sektion Middle East and North Africa der ICG, spielt Iran im Nordirak die historische Konkurrenz zwischen Kurmandschi-Dialekt sprechenden Pro-Barzani-Kurden nahe der türkischen Grenze und Sorani sprechenden Pro-Talabani-Kurden in den näher an Iran gelegenen Gebieten geschickt in Divide-et-impera-Taktik aus und versucht, die von Iran favorisierten Kurden – in der Türkei die PKK, in Syrien die PYD/YPG und im Irak Talabanis PUK – in Form einer breiten Allianz gegen Barzanis KDP in Stellung zu bringen.
Nach 2007 gründete die PYD mehrere Organisationen in Syrien, um sie in Verhandlungen mit Gruppen einzusetzen, die dem irakischen Kurdenführer Barzanî nahestanden. Diese Gruppen gelten allesamt als Teil der PYD.
Die PYD weigerte sich, dem von Masud Barzanî dominierten und im Oktober 2011 gegründeten Kurdischen Nationalrat beizutreten. Die PYD trat im Dezember 2012 dem Tevgera Civaka Demokratîk (TEV-DEM) bei. Der Versuch der Zusammenarbeit der Gruppen im gemeinsamen Hohen Kurdischen Komitee scheiterte an Meinungsverschiedenheiten. Bezeichnend war, dass der Führer der kurdischen PUK, Dschalal Talabani, den syrischen Kurdenvertretern geraten haben soll, gemeinsam mit der Regierung Assad zu kämpfen, während Barzanî empfahl, wie auch die mit ihm alliierte Türkei, gegen Assad zu kämpfen. Die PYD wollte sich aber weder für die Opposition noch für Assad positionieren und sich auf Selbstverteidigung konzentrieren.
Im August 2015 war die YPG zusammen mit der PKK an der Verteidigung der Jesiden gegen den IS im Sindschar beteiligt.

### Strategische Richtungswechsel und taktische Bündnisse

#### Verhältnis zu Regierung und sunnitisch-arabischen Rebellen
Die syrischen Kurden nahmen seit Beginn des syrischen Aufstandes im Frühjahr 2011 im syrischen Bürgerkrieg eine Sonderstellung ein, die teilweise als „Schaukelpolitik zwischen dem Assad-Regime und der Rebellion“ beschrieben wurde. Bewaffnete kurdische Verbände kämpften sowohl gegen Regierungstruppen als auch gegen bestimmte Einheiten der FSA. Als die FSA entstand, lehnte die PYD eine Zusammenarbeit mit ihr ab. Offiziell unterstützen die syrischen Kurden zwar die „Opposition“ gegen die syrische Regierung, doch wurden wiederholt Vorwürfe anderer Rebellengruppen – als auch vom KRG-Führer Masud Barzani – gegen die PYD laut, Kompromisse mit dem Assad-Regime einzugehen, um so die eigene Sicherheit und Autonomie zu erwirken. Nach Zusammenstößen mit der FSA beschuldigte die FSA die PYD/YPG im Sommer 2013 der Zusammenarbeit mit dem Regime in Aleppo. Die meisten syrisch-arabischen Exilpolitiker und FSA-Kommandeure gingen davon aus, dass Assad die Kurdengebiete freiwillig von Regierungstruppen hatte räumen lassen, um die PYD gegen die Türkei und gegen die FSA in Stellung zu bringen. Als Beleg wurde der Tatbestand herangezogen, dass das Regime weiterhin Stützpunkte im Kurdengebiet besaß. Es resultierte ein gespanntes Verhältnis der YPG zur syrischen Opposition. Laut dem Nahostexperten und Berater des türkischen „Center for Middle Eastern Strategic Studies“ (ORSAM), Wladimir Wilgenburg, beabsichtigte Iran, „die syrischen Kurden“ für die Unterstützung Assads zu benutzen und sie in die „die Achse Assad-Iran-Russland“ zu drängen. Nach Ansicht einiger Experten handelte es sich bei dem Verhältnis der PYD zu der syrischen Regierung weniger um eine Kooperation oder Allianz, sondern „eher [um] eine stillschweigende Koexistenz“. Die PYD und ihre Verbündeten lehnten es ab, sich dem Aufstand gegen Präsident Assad anzuschließen, mit dem Argument, dass die hauptsächlich sunnitischen Rebellen kurdische Ansprüche auf einen semi-autonomen Post-Assad-Staat im Nordosten Syriens ablehnten. Tatsächlich verweigerte der oppositionelle Syrische Nationalrat (SNC) die Anerkennung des Rechts auf Selbstverwaltung für Minderheiten. Die PYD unterstellte dem SNC, von der Türkei gesteuert zu werden.
Das militärische Kräftegleichgewicht wurde gestört, als eine FSA-Brigade Ende Oktober 2011 gewaltsam in das Kurdenviertel al-Aschrafiya in Aleppo einmarschierte und sich festsetzte. Erstmals wurde das Viertel daraufhin massiv von der syrischen Luftwaffe bombardiert. Bei Demonstrationen Tausender Kurden gegen die FSA starben 50 Menschen. Kurz nachdem schließlich PYD-Einheiten die FSA vertrieben und so ihre Kampfkraft bewiesen, räumte der FSA-Kommandeur Malik al-Kurdi ein, dass der Angriff auf al-Aschrafiya und die Kämpfe innerhalb der syrischen Opposition ein Fehler sei; es wurde schließlich ein Waffenstillstand und der Austausch ziviler Gefangener vereinbart. In Westkurdistan führte der Zwischenfall zu einer Stärkung des PYD-Images.
Präsident Assad erkannte früh im Bürgerkrieg, dass sich die Kurden für seine Zwecke einsetzen ließen. Demgemäß ergriff er, als sich die Krise 2011 abzuzeichnen begann, mehrere Maßnahmen. Er erklärte jene Kurden, die in den 1960er Jahren in Syrien staatenlos gemacht worden waren, wieder zu syrischen Staatsbürgern und erließ das „Dekret 107“, das die Selbstverwaltung von Staatsgebiet durch regionale Strukturen erlaubt. Der Analyst Ghadi Sary folgerte aus diesen Schritten ein Bewusstsein der Regierung Assad darüber, dass die Araber und andere Gruppen nicht von Kurden verwaltet werden wollten und sich lieber regimenahen Milizen anschlossen, so dass die Präsenz des syrischen Staates erhalten bleiben konnte. Auch setzte die syrische Regierung auf das tiefe Misstrauen zwischen Kurden und der Türkei, in der Hoffnung, dass die Kurdengebiete eine Barriere für jenen Nachschub bilden könnten, den die Türkei für andere Oppositionsgruppen nach Syrien schleusen wollte. Die strikte kurdische Ablehnung der Zentralregierung jedoch, verankert in der Ideologie von PKK/PYD, berge Konfliktpotential für die Zukunft.
Immer, wenn sich die YPG nach größeren Offensiven islamistischer Oppositionskräfte überdehnt hatte, kam es zu verstärkter militärischer Koordination zwischen der YPG und der syrischen Regierung und den Streitkräften der Zentralregierung. So hatte die syrische Regierung nach eigenen Angaben, wenn auch von der PYD bestritten, mehrfach im Krieg den YPG über dem Flugfeld in Qamischli Munition und Militärausrüstung zukommen lassen. Das Entgegenkommen der Regierung gegenüber der PYD/YPG wird auch durch die Entscheidung der syrischen Regierung veranschaulicht, der lokalen Verwaltung die Ölförderung und -produktion durch Lieferung von Ausrüstung und Zahlung von Gehältern der Beschäftigten der Ölfelder zu erlauben. Auch Syriens UN-Botschafter Baschar al-Dschafari trat im Februar 2016 auf und gab an, man würde PYD unterstützen. Als es im April 2016 zu Kämpfen zwischen PYD/YPG und den regierungsnahen NDF-Milizen in Qamischli mit dutzenden Toten kam, weil beide Seiten um Rekruten konkurriert hatten, erzielte man sich schließlich eine Einigung, die Beobachter als Handel deuteten. Es kam dennoch auch zu Kämpfen zwischen YPG und Regierungstruppen, so im Januar 2013 und Januar 2015 in al-Hasaka.

#### Abzug der Regierungskräfte und Übernahme der kurdischen Kantone Rojavas
Als die syrische Regierung im Juni oder Juli 2012 überraschend ihre Truppen aus fast allen Teilen Rojavas – also den Kantonen Afrin, Kobanê und Dschazira – und damit aus einem großen Teil des Territoriums an der türkischen Grenze abzog, konnte die PYD die günstige Situation für sich nutzen, die Macht in den drei kurdischen Enklaven zu übernehmen, eine Verwaltung zu installieren, die militärische Kontrolle zu übernehmen, die regionale Autonomie auszurufen und die Durchführung von Wahlen anzukündigen. So begann in Nordsyrien die Bildung eines zweiten kurdischen De-facto-Staates, ähnlich wie bereits zuvor im Nordirak. Schon seit Beginn des Aufstandes gegen den syrischen Präsidenten Bashar al-Assad im März 2011 hatten die Kurden in Syrien dabei weitestgehend versucht, die Kämpfe aus den unter ihrer Kontrolle stehenden Gebieten fernzuhalten, indem sie sowohl Konflikte mit der syrischen Regierung als auch mit den oppositionellen Gruppen mieden. Dass die von der PYD regierten Gebiete in Nordsyrien zu den sichersten des Bürgerkriegslandes zählten, wird der YPG zugerechnet und als Grund dafür gewertet, dass sich über 40 kurdische Gruppen der autonomen Übergangsregierung anschlossen. Zum Teil war die Sicherheit in der kurdisch besiedelten Region Konsequenz der Politik Assads, der die PYD frei gewähren ließ, so dass die Kurden mit der PYD bereits vor der Autonomieerklärung ihre eigenen Checkpoints, Schulen und Krankenstationen unterhalten und ihre Gebiete während des Bürgerkriegs stabilisieren konnten. Die Neutralitätspolitik ersparte der kurdisch besiedelten Region über eine lange Zeit hinweg Zerstörungen durch den Krieg. Die Luftwaffe der syrischen Regierung führte keine Luftangriffe auf Rojava durch.
In die 2014 errichtete Übergangsregierung der kurdisch kontrollierten Region integrierten die syrischen Kurden Vertreter verschiedener ethnischer und religiöser Gruppen, darunter Assyrer, Armenier, Jesiden und Alawiten. Bereits kurz nachdem die Kurden ihre Autonomie in Rojava erklärten, rückten dschihadistische Truppen – als Gegner der Kurden wurden vor allem al-Kaida-Truppen von ISIS und al-Nusra gezählt – in kurdisches Gebiet vor, wodurch sich eine weitere Front im syrischen Bürgerkrieg eröffnete. Der neu gebildete nordsyrische Staat wurde nach Medienangaben auch von Seiten des nordirakischen Kurdistans als „konkurrierendes Experiment“ (Die Zeit) betrachtet und von ihm nicht unterstützt.

#### Eskalation der Auseinandersetzungen mit Dschihadisten
Das faktische Ende für die Taktik der Kurden, sich weder auf die Seite des syrischen Regimes noch auf die Seite der Rebellen zu stellen und die es ihnen ermöglicht hatte, ihre Macht in verschiedenen Städten Nordsyriens zu festigen, kam durch die im Sommer 2013 eskalierenden Kämpfe gegen die Dschihadisten. Nach Medienangaben anfangs unterstützt von der Türkei, die Sorge vor einem zweiten Kurdenstaat an ihrer Grenze habe, attackierten Dschihadisten aus al-Qaida-nahen Milizen wie – in erster Linie – die al-Nusra-Front und ISIS die als vergleichsweise säkular geltenden Kurden, die sie als „Ungläubige“ und „Kommunisten“ ansahen. Unter den Dschihadisten befanden sich viele Ausländer, die in Syrien einen islamischen Gottesstaat errichten wollten. Zur kurdischen Unterstützung kamen in dieser Zeit mehr als tausend kampferfahrene PKK-Kämpfer nach Rojava, um die Kämpfe mitzuorganisieren. Nach Angaben des YPG-Sprechers Rêdûr Xelîl gehörten der YPG bald rund 45.000 Kämpfer an, von denen ein Drittel Frauen gewesen sein sollen. Diese rund 45.000 Soldaten der YPG kämpften nun auch gegen die arabischen „Rebellen“-Gruppen, die die von der YPG kontrollierte Region an verschiedenen Fronten angriffen. Der monatelange Kampf zwischen den Kurden und dschihadistischen Rebellengruppen von 2013 und 2014 zählte zu den härtesten Schlachten unter den verschieden regionalen ethnischen Konflikten, die sich mehr und mehr aus dem syrischen Bürgerkrieg entwickelten. Nach Meinung von Wladimir van Wilgenburg von der in Washington ansässigen Jamestown Foundation lag ein Großteil der übergreifenden Bedeutung des Kampfes zwischen ISIS und den Kurden in der Kontrolle der Erdölquellen im Nordwesten und Osten Syriens begründet. Die Kurden kontrollierten seiner Einschätzung nach etwa 60 % des syrischen Erdöls. Durch den lukrativen Verkauf des Erdöls wurde jeder Gruppe, die die Kontrolle über die Ölquellen hatte, der Ankauf von Waffen und die Sicherung und Unterstützung der lokalen Stämme ermöglicht. Wenn der ISIS in den Besitz weiterer Ölquellen gekommen wäre, hätten ihm die damit entstehenden Finanzmittel bei seinem Kampf gegen die übrigen Rebellenmilizen geholfen.

#### Erste Bündnisse mit vorwiegend arabischen Rebellen gegen den IS
2013/2014 schlossen die YPG mit Rebellen der Quwat as-Sanadid vom arabischen Schammar-Stamm und dem Assyrischen Militärrat Bündnisse.
Als weiterer Wechsel in einer ganzen Reihe sich abwechselnder Waffenbruderschaften stimmten YPG/YPJ, die von den USA unterstützte FSA und einige andere syrische Oppositionsgruppen wie die Islamische Front (IF) und die islamistische Liwa al-Tawhid bei einer Zeremonie am 10. September 2014 der Bildung zusammengelegter Streitkräfte unter dem Koalitionsnamen Burkan al-Forat („Vulkan des Euphrat“) zu, um gemeinsam gegen den IS zu kämpfen. Erstmals verbündeten sich damit in Syrien arabische Milizen mit kurdischen, bei denen es sich – anders als beispielsweise Alawiten in Syrien oder Jesiden im Irak – wie bei den IS-Kämpfern um Sunniten handelte. Zuvor hatten sich Syriens Rebellengruppen und die kurdischen Milizen jahrelang „sehr skeptisch“ (so der Spiegel) gegenübergestanden. Als Ziel der so zusammengeschlossenen Kräfte wurde die Eroberung der zu diesem Zeitpunkt unter Kontrolle des IS stehenden Gebiete in der Euphrat-Region angegeben. Der von der FSA angestrebte Sturz der syrischen Regierung von Präsident Baschar al-Assad gehörte dagegen nicht zu den erklärten Zielen der Kampffront. In ihrem Abkommen hieß es, dass alle Partner verpflichtet seien, die gemeinsame Front finanziell und materiell zu unterstützen. Als möglicher Effekt dieses Bündnisses wurde in den Medien genannt, dass die angekündigten Waffenlieferungen der USA an gemäßigte Rebellen auf diesem Wege auch den YPG zugutekommen. Der YPG-Sprecher Polat Can betonte als Grund für die Expansion der militärischen Aktivitäten der YPG den Kampf gegen al-Qaida-Dschihadisten: „Es geht um den Kampf gegen al-Qaida insgesamt – dafür verbünden wir uns zur Not auch mit der Freien Syrischen Armee, dafür ziehen wir zur Not auch bis Damaskus.“ YPG-Sprecher Rêdûr Xelîl erklärte gegenüber westlichen Medien: „Heute ist es der IS, vorher waren es Dschabhat al-Nusra, Ahrar al-Scham und auch Brigaden der angeblich so moderaten Freien Syrischen Armee (FSA), die unser Land erobern wollten“. „Wir machen keine großen Unterscheidungen mehr. Wer uns angreift, ist unser Feind, und basta. Wir verteidigen uns nur“, so Xelîl. Die YPG hätten als Erste die „Terroristen“ bekämpft, letztendlich im Namen der ganzen Welt, doch habe sich dafür niemand dankbar gezeigt.
So eroberten YPG und FSA im Juni 2015 gemeinsam Tall Abyad vom IS zurück.

## Die Demokratischen Kräfte Syriens (DKS)

### Vorgeschichte
Das Verteidigungsministerium der USA verkündete am 9. Oktober 2015 die Beendigung ihres Ausbildungs- und Ausrüstungsprogramms für die FSA in Syrien, das im Dezember 2014 dafür aufgelegt worden war, im Jahr 2015 mit einem Budget von 500 Millionen USD 5400 Kämpfer auszubilden, tatsächlich aber nach Angaben des U.S. Central Command vom 16. September 2015 lediglich „vier oder fünf“ ausgebildete Kämpfer für den „Kampf in Syrien“ bereitzustellen vermochte. Im Juli 2015 waren einige Kämpfer der Division 30 in der Provinz Aleppo als eine der FSA-Gruppen trotz US-Luftunterstützung von der mit dem IS rivalisierenden Nusra-Front gefangen genommen worden, während andere FSA-Gruppen nicht in den Kampf eingegriffen hatten. Die Division 30 war geschaffen worden, um die Rekrutierung und Ausbildung von Kämpfern durch die USA außerhalb Syriens für den Kampf gegen den IS zu verbessern. Die US-Führung hatte mit den FSA eine verlässliche militärische Kraft in Syrien im Kampf gegen den IS schaffen wollen und nach eigenen Angaben vergeblich erwartet, dass die Nusra-Front die FSA im Kampf gegen den IS begrüßen werde. Schließlich führten arabisch-kurdische Kooperationen wie jene mit der Quwat as-Sanadid und mit FSA-Brigaden in der Burkan al-Forat von 2014 im Jahr 2015 zur Schaffung der „Demokratischen Kräfte Syriens“ (DKS).

### Gründung der DKS
Nach der Beendigung des Ausbildungs- und Ausrüstungsprogramms für die FSA suchte die US-Führung verzweifelt nach arabischen Verbündeten für den Kampf gegen den IS, drängte daher die YPG nur zwei Tage später, am 11. Oktober 2015, eine „arabische“ Vereinigung aufzustellen und warf einige Stunden später 50 Tonnen Waffen oder Munition ab. Offiziellen US-Angaben zufolge erhielten die nun von den YPG und den USA unter dem Namen „Demokratische Kräfte Syriens“ (DKS) unterstützten sunnitisch-arabischen Kräfte das Material, Im Oktober 2015 wurden also die Demokratischen Kräfte Syriens (DKS), eine Koalition aus arabischen Milizen um die FSA und kurdischen Milizen um die YPG gegründet. Laut der Verkündung der YPG umfassten die DKS als neue kurdisch-arabisch-christliche Militärkraft unter anderem die YPG, Quwat as-Sanadid, die vorgeblich Jabhat Thūwwār ar-Raqqah einschließende kurdisch-arabische Burkān al-Furāt und den christlichen Assyrischen Militärrat, doch enthielt die Liste auch als obskur geltende oder völlig unbekannte Gruppen.

### Bewaffnung der DKS durch die USA
Um eine rhetorische und in einigen Fällen tatsächliche Unterscheidung zwischen den US-Waffen und -Munition erhaltenden Arabern gegenüber den die Mehrheit innerhalb der DKS ausmachenden Kurden, deren Bewaffnung von der Türkei befürchtet wurde, zu schaffen, führte das US-Militär für die arabischen Gruppen der DKS die Bezeichnung Syrisch-arabische Koalition (SAC) ein. Das US-Verteidigungsministerium beharrte zunächst aus Rücksicht auf den NATO-Partner Türkei auf der Behauptung, allein nicht-kurdische SDF-Mitglieder – namentlich die mit der in Syrien praktisch nicht verwendeten hausinternen Bezeichnung SAC benannte Gruppe – zu bewaffnen. Angaben einiger arabischer DKS-Gruppen zufolge gelang das Material anstelle dessen in die Hände der YPG. Die Frage, ob die Munition in die Hände arabischer oder kurdischer YPG-Milizen gelangte, stellte einen heiklen Gegenstand dar, da die Türkei als NATO-Alliierter gegen Waffensendungen der USA an die YPG protestiert hatte und PKK wie YPG als „gleichermaßen gefährlich für die Menschheit“ erachtete. Das US-Verteidigungsministerium hatte am 12. Oktober 2015 erklärt, der erste Luftabwurf von Munition oder Waffen habe „arabische Gruppen unterstützt“ und merkte an, die USA teilten „die Bedenken ihrer türkischen Partner über die Empfindlichkeit expandierender kurdischer Kontrolle in traditionell-nichtkurdischen Gebieten Syriens“. Am gleichen Tag erklärte Polat Can als Verbindungsmann der YPG für die US-Koalition im Kampf gegen den IS, die YPG hätten die Luftlieferung erhalten. Später im Oktober 2015 kamen 50 Operatoren der U.S. Special Forces im von der PYD kontrollierten Gebiet an, um die DKS-Truppen auszubilden und auszurüsten.

### Truppenstärke der DKS
Die USA schätzten die DKS-Stärke (ohne YPG) gegen Jahresende 2015 auf etwa 5000 Kämpfer. Der Sonderbeauftragter für die Internationale Allianz gegen den Islamischen Staat, Brett McGurk, erklärte 2016, dass 60 % der teilstreitkräfteübergreifenden YPG-DKS-Kämpfer bei der Einnahme asch-Schaddadis Kurden und 40 % Araber gewesen seien. Der YPG-Sprecher gab im August 2015 an, dass etwa 15 % der Gesamtstreitkräfte der Gruppe Araber seien, während der Generalkommandierende der YPG, Sipan Hemo, im Oktober 2015 behauptete, dass Araber bisher 30 % der YPG gestellt hätten.

## Kontrollierte Gebiete und deren Kontrollstrukturen

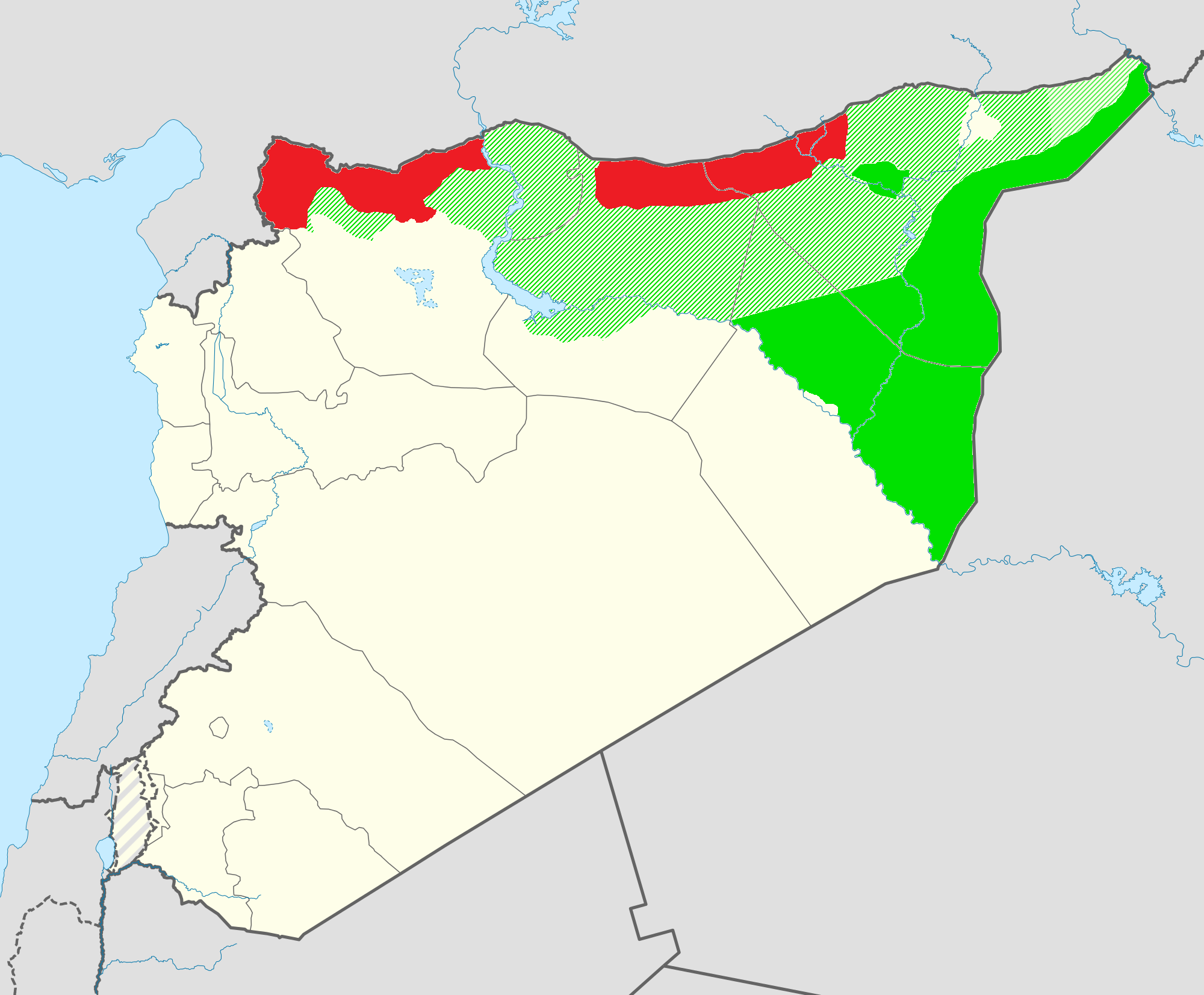
Militärische Lage in Syrien mit dem YPG-Territorium Rojava:
beansprucht (rot) und gegenwärtig kontrolliert (grün)

Den kurdischen Milizen gelang es in Nordsyrien im syrischen Bürgerkrieg, die Verbände der Regierung von Baschar al-Assad weitgehend aus den von den Kurden bewohnten Gebieten an der Grenze zur Türkei zu vertreiben, diese militärisch zu sichern und die militärische Kontrolle – auch über Araber, Christen, Jesiden, Tscherkessen und andere ethnisch-religiöse Gruppen, die in dieser Region lebten –, zu übernehmen. Nachdem die Regierungstruppen die Region weitestgehend verlassen hatten, konnten die Kurden als bedeutendste ethnische Minderheit in Syrien im Laufe der ersten drei Jahre des Bürgerkrieges ein halbautonomes Territorium in Syrien schaffen. Im Vergleich zum Irak waren die Kurden in Syrien jedoch weniger zahlreich und kontrollierten auch weiterhin keine großen zusammenhängenden Gebiete, sondern teilten sich viele Städte mit syrischen Arabern und anderen Bevölkerungsgruppen.
Etwa seit 2012 hatte die als sozialistisch geprägt geltende PYD die Macht über die von den Kurden Rojava genannte Region, einem Siedlungsgebiet von rund 2,5 Millionen Kurden in Syrien, erlangt. Den YPG wurde vom syrischen Regime im Juli 2012 die Kontrolle über Ain al-Arab übertragen, das damit zur ersten Stadt unter vollständiger Kontrolle der YPG und damit der Kurden wurde. In anderen Orten wie Kamischli und Hasaka herrschte die YPG nun mit dem syrischen Regime gemeinsam. Die Kurden errichteten in den von ihnen kontrollierten Territorien drei zivile Lokalverwaltungen: für die Kantone Afrin, Ain al-Arab (kurdisch: Kobanê) und Jazira. Den YPG gelang es, mehrere Rebellengruppen aus Städten der Region zu vertreiben und Gebiete entlang der türkisch-irakischen Grenze einzunehmen. Alle Straßen zwischen Kurdengebieten und den vom syrischen Regime und der FSA gehaltenen Regionen ließ die PYD durch die schwer bewaffneten YPG sichern. Im Gegensatz zu anderen Milizen im syrischen Bürgerkrieg gelang es den kurdischen Einheiten, effektive Nachrichtensperren vor und während großer Offensiven über die in Rojava aktiven Medien zu verhängen.

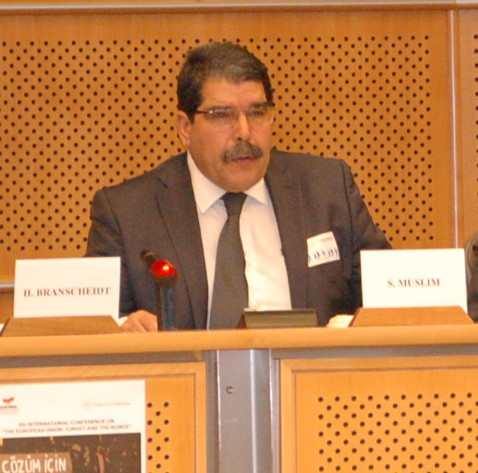
Salih Muslim, Vorsitzender der PYD

Nach den ersten militärischen Erfolgen der YPG kündete der PYD-Vorsitzende Salih Muslim an, die kurdisch kontrollierten Landesteile unter Selbstverwaltung zu stellen und eine Verfassung auszuarbeiten. Insbesondere in der ölreichen Hasakah-Provinz im Nordosten des Landes waren Schritte zur Verwirklichung dieses Zieles bereits seit längerer Zeit in die Wege geleitet worden. Über vielen Gebäuden wehten kurdische Flaggen, es gab kurdische Nummernschilder und neu gebildete kurdische Polizeieinheiten. Die kurdische Sprache, deren Gebrauch unter dem syrischen Regime verboten war, wurde erstmals an Schulen unterrichtet, zunächst in Ain al-Arab. Am 12. November 2013 deklarierten ethnische Kurden eine Interimsadministration im vorherrschend kurdisch besiedelten Nordosten Syriens, nachdem die Kontrolle über die Region in den vorangegangenen Monaten zwischen ihnen und vornehmlich arabischen islamistischen Rebellen, die die von ihnen gemutmaßte Separationsabsicht der Kurden strikt ablehnten, hin und her gewechselt hatte. Ein Komitee kurdischer und anderer Gruppen erklärte, es fühle sich der Einheit Syriens verpflichtet, doch sei es „angesichts der gegenwärtigen Umstände und um das administrative Vakuum zu füllen“ an der Zeit, eine Administration einzurichten, um eine „transitionelle, pluralistische und demokratische Verwaltung der Region“ zu erreichen. Seit Januar 2014 bestand in den drei Gebieten im Norden Syriens eine selbstdeklarierte kurdische Provinzregierung, die dort für relative Sicherheit sorgte. In den weitgehend selbstverwalteten syrischen Kurdengebieten wurden PYD-Lokalräte eingerichtet, die nach Medienangaben einen Frauenanteil von 40 % gehabt haben sollen. Die Führer der PYD als der größten und bestorganisierten von 17 größeren kurdischen politischen Fraktionen waren durch die militärischen Erfolge gegen dschihadistische Gruppen im Herbst und Winter 2013/2014 zu der Deklaration der Selbstverwaltung in der nordöstlichen Region Rojava ermutigt worden.
Salih Muslim hatte noch 2013 als Führer der PYD sowohl der „syrischen Opposition“ als auch der Türkei versichert, dass sich die unter der De-facto-Autonomie stehenden Gebiete lediglich vorübergehend unter der Kontrolle der PYD befänden, bis der Aufstand seine Ziele erreicht habe, und dass die PYD nicht beabsichtige, ein unabhängiges Kurdistan in Syrien zu errichten.
Die einflussreichsten Positionen innerhalb der Asayesh-Sicherheitskräfte, die die Rojava-Gebiete und die diese verwaltende „demokratische Selbstverwaltung“ kontrollieren, nahmen von der PKK ausgebildete Kader ein, die eine zentrale Rolle in der Herrschaft über diese Gebiete spielen. Im Gegensatz zu der von ihnen verwendeten Rhetorik beinhaltet ihre Regierungsführung im Wesentlichen eine Einparteienregel, die auf einem sozialen Vertrag aufgebaut ist, der sich darauf stützt, dass sie militärisch erfolgreich sind, die Sicherheit in den Gebieten gewährleisten und ein Minimum an Diensten bereitstellen, das zur Aufrechterhaltung des Alltagsbedürfnisse notwendig ist. Zwar hat die Selbstverwaltung eine Reihe vielschichtiger lokaler Körperschaften geschaffen, die theoretisch eine breite Beteiligung an der Regierungsführung fördern sollen, doch fehlt diesen in der Praxis eine bedeutsame Autorität oder politischer Einfluss.

## Militärische Merkmale der YPG
Nach Angaben der Expertengruppe International Crisis Group (ICG) erhalten die Kämpfer der YPG/YPJ eine dreimonatige Ausbildung in einem von neun Trainingslagern und bekommen ein Monatsgehalt von umgerechnet rund 120 Euro. Das Oberkommando in den drei Kurdenkantonen Afrin, Kobane und Cizere haben die jeweiligen „Verteidigungsminister“. Die YPG verfügen nach eigenen Angaben vor allem über leichte Waffen, doch wird vermutet, dass sie auch einige Panzer und Geschütze besitzen, die sie von der syrischen Armee und anderen Gruppen erbeutet haben.

### Kampfweise und Ausrüstung
Die YPG wurden als „archetypische Guerillaarmee“ beschrieben, deren auf Geschwindigkeit, Verborgenheit und Überraschung beruhende Kampfweise sie in die Lage versetze, ihre Einheiten schnell an Fronten zu dislozieren und ihre Kräfte zügig zu konzentrieren, bevor sie die Stoßrichtung ihrer Angriffe verlagere, um den Gegner zu umgehen und aus dem Hinterhalt zu überfallen. Als Schlüsselmerkmal dieser Kampfweise wurde die Autonomie der einzelnen Truppenteile angesehen. Obwohl die YPG-Brigaden unter einer überspannenden taktischen Vorgabe operierten, werde ihnen demnach ein hoher Freiheitsgrad eingeschärft, wobei sie sich dem wechselnden Kampfgeschehen anpassten. Ähnlich wie die Truppen des IS erstarkten die YPG durch den syrischen Konflikt und passten ihre Kampftechniken dem Gebiet an, in dem sie operierten. Die YPG verließen sich dabei stark auf den Einsatz von Scharfschützen, die von mobilen Unterstützungswaffen gedeckt wurden (hauptsächlich schwere 12,7-mm-Maschinengewehre russischer Bauart), die das Gefechtsfeld mit Feuer belegen und feindlichen Beschuss unterdrücken. Zudem verwendeten die YPG Sprengsätze an Straßenrändern, um gegnerische Bewegungen zu erschweren sowie – insbesondere nächtlichen – Umgehungsmanövern vorzubeugen.
Das Operationsgebiet der syrischen Kurden wurde als isolierter Einsatzraum gesehen, in dem der YPG im Süden Dschihadisten wie der IS gegenüberstanden und im Norden eine ablehnend gesinnte Türkei, während die irakische Kurdische Regionalregierung (KRG) im Osten nicht klar als Verbündete oder Gegnerin einzustufen war. Aus dieser Konstellation resultierte eine mangelhafte Ausstattung der YPG-Einheiten. Medienberichten zufolge verwendeten die Einheiten im „syrischen Kurdistan“, ähnlich wie PKK-Einheiten und im Gegensatz zu den Peschmerga im Irak, zunächst weder Panzerwesten noch Gefechtshelme; Waffen und Munition kaufte die YPG zunächst auf dem Schwarzmarkt.

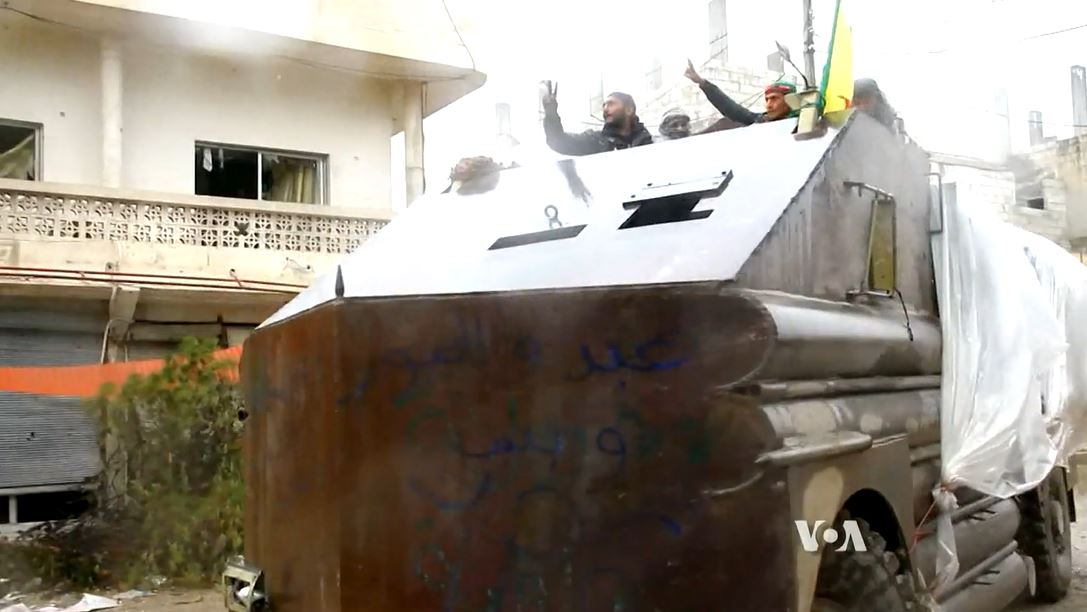
Improvisierter „Panzer“ der YPG

 Zum Beispiel, so ein ehemaliger deutscher YPG-Kämpfer, verkauften einzelne Mitglieder der nordirakischen Peschmerga gewisse deutsche Waffen-Lieferungen (MILAN-Waffensystem etc.), mit denen im Auftrag der deutschen Bundesregierung eigentlich die Peschmerga bewaffnet und ausgebildet werden sollten, illegal an die YPG bzw. an die Schwesterorganisation PKK weiter.
Die Region Rojava benötigte für die Einfuhr von Maschinen und Ersatzteilen, Medikamenten und anderen wichtigen Versorgungsgütern die Dienste von Schmugglern. Medien berichteten über Social Media wie Twitter veröffentlichte Fotos von improvisierten „gepanzerten“ Fahrzeugen, die aus veralteten Traktoren und LKWs mit Metallplatten als Technicals aufgerüstet wurden, um sie beschussfest zu machen. Diese selbstgebauten „Panzer“ sollen von den YPG insbesondere in Ain al-Arab erfolgreich im Kampf gegen den IS eingesetzt worden sein.
Trotz der Mängel in der Ausstattung wurde die Kurdenmiliz YPG noch Ende Februar 2014 als „die am wenigsten bekannte, aber größte, disziplinierteste und kampfstärkste Streitmacht unter den Rebellentruppen im syrischen Bürgerkrieg“ (Frank Nordhausen/FR) charakterisiert.
Spätestens ab dem August 2017 besaß die YPG ATGM-Waffensysteme. Laut Shervan Derwish vom Manbidsch Military Council haben sie diese selbst gekauft. Die USA bestätigten im August 2017 ihrerseits, dass sie der YPG Guardian Truppentransporter und aufgerüstete Humvees geliefert habe.

### Militärische Präsenz und Truppenstärke
Nach dem Abzug großer Teile des syrischen Militärs aus den kurdischen Gebieten zugunsten einer Mobilisierung gegen die FSA konnten die YPG im Juli 2012 ihr militärisches Einflussgebiet sowie die Anzahl ihrer Kämpfer massiv ausbauen. Eine Präsenz der Freien Syrischen Armee in den kurdisch dominierten Gebieten hatten die YPG 2012 mit dem Hinweis auf ihre autonome militärische Verwaltung abgelehnt. Die ICG schätzte die Anzahl der YPG-Kämpfer 2014 nach der Höhe der monatlichen Soldzahlungen auf 25.000 bis 30.000.
Nach eigenen Angaben der YPG bestanden die YPG 2012 aus mehreren Brigaden in den kurdischen Gebieten Afrin, Ain al-Arab und Teilen des Gouvernement al-Hasaka und verfügten über bis zu 45.000 Kämpfer.
Die YPG begann Mitte 2013 die christliche aramäisch-assyrische Miliz Sutoro und die arabische Brigade Ahrar al-Watan in der nordöstlichen Provinz al-Hasaka auszubilden. Die Sutoro kämpfte seitdem mit der YPG an der Front. Am 9. Januar 2014 verkündete der ebenfalls aramäisch-assyrische Militärrat der Assyrer (MFS), dass er sich der Offensive der YPG gegenüber Islamisten im Nordosten Syriens angeschlossen habe.
Nachdem sich die KRG-Peschmerga im Irak 2014 aus dem Sindschar-Gebirge an der Grenze zu Syrien zurückgezogen hatten und die Bevölkerung dem IS überließen, wurde die YPG auch im Irak aktiv und gründete einen jesidischen Ableger ihrer Gruppe.
2017 gab YPG-Sprecher Redur Xelil an, die Gruppe verfüge über rund 60.000 Kämpfer.

### Verluste
Nach eigenen Angaben der YPG sollen die syrischen Kurden bis Januar 2014 400 gefallene „Märtyrer“ zu beklagen gehabt haben. Der YPG-Sprecher Rêdûr Xelîl erhob zu diesem Zeitpunkt gegenüber dem damaligen deutschen Bundestagsabgeordneten und Vizechef der Linken, Jan van Aken, den auch von anderen YPG-Kommandeuren verschiedener Fronten bestätigten Vorwurf, die islamistische al-Nusra-Miliz setze im syrischen Bürgerkrieg die in Deutschland mitgebaute Panzerabwehrrakete MILAN gegen die Kurden ein.
Seit Beginn der Offensive der IS-Milizen gegen die Stadt Ain al-Arab im September 2014 wurden in den ersten drei Wochen der Kämpfe nach Angaben der Aktivistenorganisation SOHR 163 YPG-Kämpfer getötet, denen auf Seiten der IS-Kämpfer 219 Getötete gegenüberstanden. Einschließlich Zivilisten seien 400 Menschen gestorben. Die SOHR bezog sich dabei nach eigener Angabe allein auf bestätigte Fälle, vermutete aber eine weit höhere Zahl an Todesopfern und betonte die Schwierigkeit, inmitten der Kämpfe Todesfälle zu dokumentieren. Auch die von der SOHR als bestätigt bezeichneten Angaben waren aufgrund der Lage in der Region nicht unabhängig nachprüfbar. Am 9. Oktober 2014 gaben Aktivisten an, bei den seit Mitte September andauernden Kämpfen seien insgesamt rund 500 Menschen ums Leben gekommen. Am 13. Oktober gab der SOHR an, seit Beginn der Kämpfe um Ain al-Arab seien etwa 550 Menschen getötet worden.
Eine Zwischenbilanz einer Studie des Atlantic Council ergab, dass über 49 Prozent der von den YPG selbst berichteten YPG-Verluste zwischen Januar 2013 und Januar 2016 ethnische Kurden aus der Türkei waren, was die Verflechtungen der internationalen mit der PKK verbundenen Gruppen bestätigt. In den untersuchten drei Jahren befanden sich unter den „Märtyrer“-Anzeigen der YPG 359 türkische, 323 syrische, 32 iranische, sieben irakische, zwei australische, zwei aserbaidschanische, ein britischer, ein deutscher, ein griechischer und ein US-amerikanischer Staatsbürger. Obwohl diese von den YPG selbst berichteten Daten nicht mit den Angaben der PYD abgeglichen und somit methodisch nicht bestätigt wurden, spiegeln sie die bekannten Offensiven der YPG wieder, darunter die Auseinandersetzungen mit der Nusra-Front von 2014 um Raʾs al-ʿAin, den Kampf um Kobane im September 2014 und die 2015 von den YPG geführte Offensive zum Euphrat und zur nahe der de-facto-IS-Hauptstadt Raqqa gelegenen Stadt Ain Issa. Diesen Daten zufolge fielen zwischen 2013 und 2016 rund 39 Prozent der Gesamt-Verluste der YPG und über 44 Prozent der getöteten türkischen Kurden der YPG während des Kampfes um Kobane.

### Frauenkampfverbände
Die Frauen in den kurdischen Kampfverbänden sowie den YPG in Syrien und den Peschmerga im benachbarten Irak gelten als hervorstechende Besonderheit in den oftmals von Männern dominierten Kämpfen der Region.

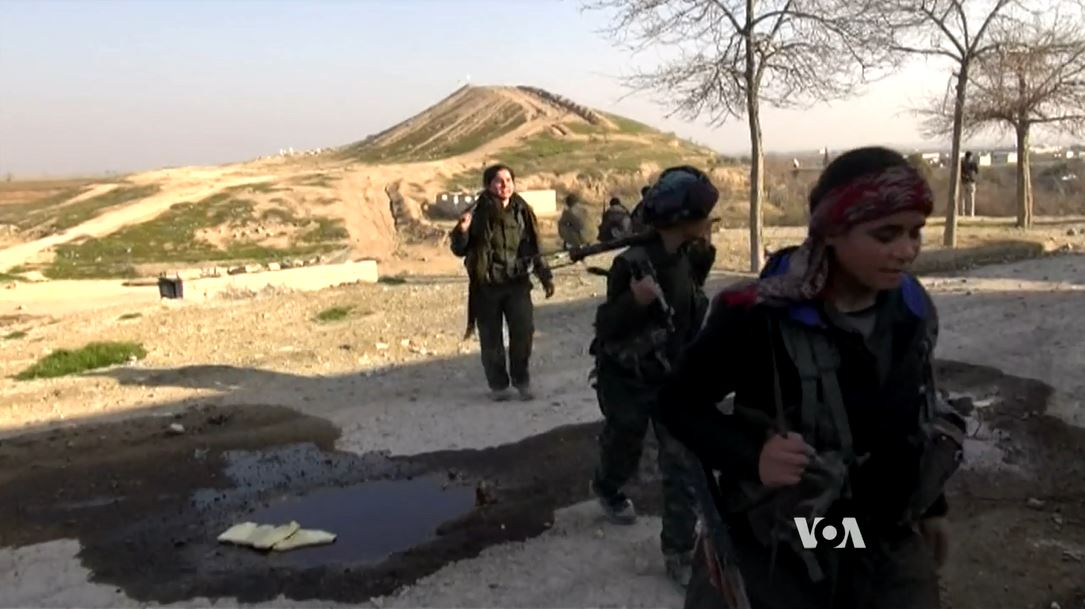
Kurdische Kämpferinnen in Ain al-Arab

Bei den Peschmerga kämpften Frauen bereits seit 1996. Ihre Einheit soll nach Medienberichten rund 100 Kämpferinnen umfassen und gegründet worden sein, um die Regierung Saddam Husseins zu stürzen. Die Beteiligung der Frauen an den Kampfverbänden der PKK war durch Abdullah Öcalan vorangetrieben worden, der ein „Gesetz“ erlassen hatte, das sowohl Geschlechtsverkehr als auch Liebe zwischen den Kämpfern verbot. Erst diese Regelung ermöglichte es den Familien in der konservativ-religiös geprägten kurdischen Gesellschaft, ihre Töchter ohne Furcht vor gesellschaftlicher oder religiöser Entehrung als Kämpferinnen in den Krieg ziehen zu lassen. Die PKK in der Türkei warb seitdem damit, Frauen als gleichberechtigte Kämpferinnen anzusehen und einzusetzen.

#### YPJ (Frauenverteidigungseinheiten) als Frauenkampfverbände der YPG

Flagge der YPJ

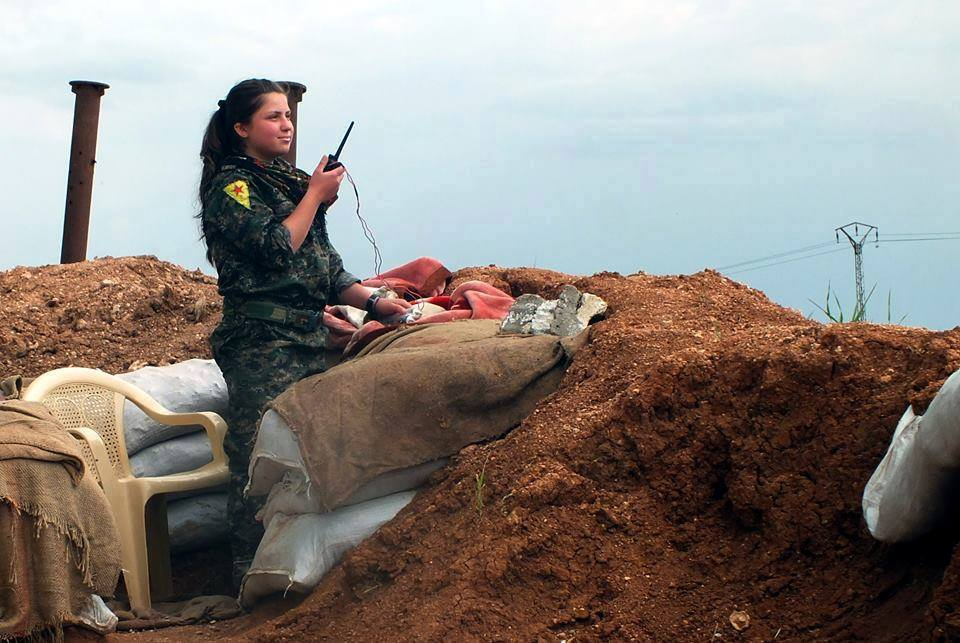
YPJ-Kämpferin, während des Kampfes gegen IS

Der Anteil der Frauen an den YPG-Kämpfern wird mit rund einem Drittel angegeben. Nach anderen Angaben sollen rund 40 % der YPG-Mitglieder Frauen sein. Die Frauen verfügten über ihre eigenen „Frauenverteidigungseinheiten“ (YPJ). Medienangaben von März 2015 bezifferten die Anzahl der auf Seite der YPG in Syrien kämpfenden Frauen auf rund 7000 Frauen.
Die YPJ-Kämpferinnen erhielten eine vierwöchige militärische Ausbildung, in der sie unter anderem den Umgang mit schweren Maschinengewehren, Panzergranatwerfern und dem sowjetisch-russischen Sturmgewehr AK-47 („Kalaschnikow“) lernten. Die PYD selbst führte nach der Militärausbildung der YPG-Kämpfer eine 20-tägige politische Schulung der Kämpfer durch, in welcher kurdische Sprache und Geschichte der Partei, Antiimperialismus, Gleichberechtigung der Frauen, Verbindung der Menschen zu ihrem Land, autonome Selbstverwaltung und weitere Bestandteile der Ideologie Öcalans und der Partei behandelt wurden, die sich mit einem föderalen Nahen Osten und der Vereinigung der auf vier Länder verteilten kurdischen Siedlungsgebiete befassten.
Nach Angaben des YPG-Sprechers Rêdûr Xelîl ist die Mehrheit der YPJ-Kämpferinnen nicht verheiratet, doch soll es auch an der Front kämpfende Mütter geben. Das Alter der YPJ-Kämpferinnen kann nach Medienberichten 18 Jahre unterschreiten. Auch über 15-jährige YPJ-Kämpferinnen in Nordsyrien wurde berichtet.

#### Mediale Rezeption
Im Zusammenhang mit Kämpfen gegen mit al-Qaida verbundene militante Gruppen wie Islamischer Staat im Irak und Syrien (ISIS) und al-Nusra-Front (JN), aber auch der Freien Syrischen Armee, um die Kontrolle über die ölfördende Provinz al-Hasaka im Nordosten Syriens sowie im Zusammenhang mit dem Kampf gegen dschihadistische Extremisten in der Irak-Krise von 2014 berichteten verschiedene westliche Medien von den Frauenverbänden der PKK, der paramilitärischen YPG (für die Frauen: YPJ) und der offiziellen Armee der irakischen Kurden, den Peschmerga. In Video-Dokumentationen wurde zudem berichtet, dass die YPG im Kampf gegen ISIS auch weibliche Kommandeure einsetzten, die sowohl männliche wie auch weibliche Kämpfer befehligten. Nachdem Bilder von kurdischen Kämpferinnen weltweit Verbreitung fanden, wurde es als besonderer „Kontrast zur radikalen Ideologie des IS“ hervorgehoben, dass die kurdischen YPG im Kampf um Ain Al-Arab angeblich von einer Frau angeführt wurden. In den westlichen Medienberichten wurde dabei immer wieder von einer Frau als militärischer Oberkommandeurin von Ain al-Arab berichtet, obwohl diese lediglich für die YPJ verantwortlich war, während ein männlicher Kommandeur die männlichen YPG-Kämpfer befehligte.
Nach den Angaben des Journalisten Frank Nordhausen von Ende Februar 2014 meldeten sich „viele junge Frauen“ deswegen „freiwillig, weil sie sich so davor schützen können, gegen ihren Willen verheiratet zu werden“. In anderen westlichen Medienberichten wurde als Motiv für die Beteiligung der Frauen an den Kampfverbänden angegeben, dass sie kämpfen wollten, „um ihr Recht auf Gleichberechtigung zu verteidigen“. Auch wurde entgegen den tatsächlichen Begebenheiten innerhalb der Dschihadisten davon gesprochen, die „kurdischen ‚Amazonen‘“ könnten Dschihadisten wirksam „jagen“, weil diese daran glaubten, dass, „wer durch weibliche Hand stirbt“, nicht in das „Paradies“ gelange. Soldatinnen berichteten Medienangaben zufolge von IS-Mitgliedern, die beim Anblick einer Kämpferin augenblicklich davongerannt sein sollen. Im Zusammenhang mit dem Kampf kurdischer Einheiten gegen IS-Milizen in Nordsyrien wurde in den Medien auch von „kurdischen Elite-Soldatinnen“ gesprochen, die als „mutig und erbarmungslos“ gälten.
Insbesondere im Verlauf der Kämpfe um Ain al-Arab im Herbst 2014 kam es zu Berichten über das Schicksal einzelner Kämpferinnen. Darin wurde oft vom „Mut von kurdischen Kämpferinnen“ gesprochen. Ihre Bilder wurden massiv und schnell im Internet verbreitet. In sozialen Netzwerken häuften sich Berichte über junge Kurdinnen, denen zufolge diese im Kampf gegen den IS ihr Leben opferten. Die Kurden, die sich in Syrien dem IS entgegenstellten, nutzten insbesondere die Plattform Twitter zur Heldenverehrung von Kämpfern, die zum Teil als Ehrerbietung, zugleich aber auch als Versuch aufgefasst werden konnte, neue militärische Kräfte zu mobilisieren. Dabei wurden vor allem Frauen in das Zentrum dieser Form des „Märtyrerkults“ (Issio Ehrich/n-tv) gestellt. Eines der verbreiteten Bilder zeigte beispielsweise eine mit einem Gewehr bewaffneten Mutter, die sich mit ihrem noch minderjährigen und ebenfalls mit einem Gewehr bewaffneten Kind verschanzt haben soll, um ihr Haus zu verteidigen.

### Ausländische Freiwillige undLions of Rojava-Einheit

#### Ausländische Freiwillige in der Region
Im März 2015 gab der Aktivist Rami Abdulrahman, der Leiter der in Großbritannien sitzenden Syrischen Beobachtungsstelle für Menschenrechte, an, dass insgesamt 100 freiwillige Kämpfer aus westlichen Ländern als Teil der 30.000 Mann starken kurdischen Kräfte in Syrien kämpften und US-Amerikaner, Franzosen, Spanier, Niederländer und andere Nationalitäten einschlössen.
Die Anzahl der ausländischen Kämpfer, die an der Seite der Kurden kämpften, war jedoch gering im Vergleich zu den ausländischen Rekruten der Dschihadisten des IS und anderer Gruppen. Aufseiten des IS kämpften Tausende (nach Schätzungen von US-Behörden: 20.000) Ausländer, insbesondere aus anderen arabischen Ländern, aber auch aus Europa und Übersee.

#### Ausländische Freiwillige auf Seite der YPG und mediale Repräsentation
Im Jahr 2014 erhielt die PYD/YPG Unterstützung von der US-geführten Koalition gegen den IS, nachdem die YPG in der Schlacht um Kobanê, die einen ikonischen Status einnimmt, die nordsyrische Stadt mit Luftunterstützung der Anti-IS-Koalition gegen den IS halten konnten. Die Anti-IS-Koalition stellte in der Folge weiterhin Luftunterstützung, Finanzmittel, Waffen und nachrichtendienstliche Informationen zur Verfügung, um den IS selbst aus mehrheitlich arabisch besiedelten Gebieten zu vertreiben und ermöglichte dem faktischen Kleinstaat der YPG so eine schnelle Ausweitung. Seit 2014 kam es zu einem Zustrom von Menschen aus außerhalb der kurdischen Gebiete gelegenen Regionen, die sich den YPG in Syrien anschließen wollten. Die als weitgehend pro-westlich beschriebene Haltung und die Tatsache, dass auch Frauen mit der YPG gegen den IS kämpften, brachte ihnen Sympathien von Seiten westlicher Regierungen und Bevölkerungen ein. Bis 2015 hatten sich der Gruppe mehrere hundert Freiwillige aus den USA und Europa angeschlossen. Zunehmend wurde von europäischen und einigen US-amerikanischen Entscheidungsträgern dazu aufgerufen, die PKK von der Liste der terroristischen Vereinigungen zu entfernen und sie direkt durch die USA mit Waffen zu beliefern. Im Februar 2015 wurden zwei YPJ-Kämpferinnen zu einem Treffen mit dem französischen Präsidenten François Hollande in den Pariser Élysée-Palast eingeladen – dem ersten Treffen der Gruppe mit einem Führer eines NATO-Staates.
Von 2014 bis 2017 hatten sich mehrere Hundert foreign fighters aus westlichen Staaten den YPG angeschlossen, von denen allerdings viele wieder in ihr Herkunftsland zurückgekehrt waren. Es wurde eine mutmaßliche Anzahl von etwa 500 westlichen Freiwilligen genannt. Eine 2017 veröffentlichte Studie der Henry Jackson Society erlaubt eigenen Angaben zufolge keine umfassenden Schlussfolgerungen über die Zusammensetzung der foreign fighters der YPG, leitet jedoch aus ihrer Datenstichprobe bestimmte Trends ab. Demnach nahmen Menschen aus der Anglosphäre die sichtbarste Rolle unter den ausländischen Kämpfern innerhalb der YPG ein und stellen möglicherweise die größte Gruppe dar. Die meisten Kämpfer seien jung. Über 60 % der ausländischen YPG-Freiwilligen seien in einem Alter unter 30 Jahren, 80 % unter 40 Jahren. Es sei kein erkennbares Muster in der Beschäftigungskategorie der ausländischen YPG-Kämpfer zu erkennen, mit Ausnahme der Zugehörigkeit zu Militär und Studentenschaft. Die ausländischen YPG-Kämpfer seien überwiegend männlich. Kaum einer von ihnen besitze einen ethnisch-kurdischen Hintergrund. Nur sehr wenige von ihnen zeigten demnach frühere Verbindungen zur PKK oder zu irgendeiner Form von Militanz.
Noch im Oktober 2014 hatte der YPG-Sprecher Rêdûr Xelîl angegeben, dass keine ausländischen Kämpfer aktiv rekrutiert würden. Die Freiwilligen, die ankamen, wurden Medienangaben zufolge nicht mit einem regulären Sold bezahlt und erhielten Uniformen, Unterkunft und Verpflegung. Als erste US-Amerikaner, die sich den YPG angeschlossen hatten, waren zu diesem Zeitpunkt Jordan Matson und Brian Wilson namentlich bekannt. BBC News nannte die geringe Anzahl US-amerikanischer Kämpfer für die YPG einen „symbolischen Kontrapunkt“ zu den Hunderten ausländischen Dschihadisten, die sich dem Kampf des IS anschlossen. Medienangaben von Februar 2014 zufolge soll es laut Aussage westlicher Kämpfer in Sindschar Bemühungen gegeben haben, so viele Ausländer wie möglich für die YPG zu rekrutieren, insbesondere solche mit militärischer Ausbildung.
Während die Rebellen, die gegen den syrischen Präsidenten Baschar al-Assad kämpften, meist dschihadistisch auftraten und den Plan der USA verkomplizierten, oppositionelle Streitkräfte gegen Assad aufzustellen und auszurüsten, reisten Dutzende ausländische Kämpfer in die kurdisch-dominierte Enklave Rojava, um sich dem Kampf der YPG anzuschließen, als diese sich als Schlüsselpartner der US-geführten Allianz gegen den IS in Syrien etablierten. Diese freiwilligen ausländischen Kämpfer der YPG besaßen oft einen militärischen Hintergrund. Viele wurden über Facebook rekrutiert. Einige hatten ihre Flugkosten über Crowdfunding-Internetseiten finanziert.
In der Einheit Lions of Rojava (Löwen von Rojava) der YPG befanden sich viele ausländische Freiwillige, beispielsweise aus den USA und dem Vereinigten Königreich. Medienangaben von August 2015 zufolge sollen zu diesem Zeitpunkt rund 150 Freiwillige aus dem Ausland dem Kontingent der Löwen von Rojava angehört haben. Auf der Facebook-Seite waren laut Medienangaben häufig lächelnde, gutaussehende und schwer bewaffnete kurdische Kommandeurinnen und Kämpferinnen zu sehen. Der im September 2014 den YPG beigetretene Matson selbst erlangte als ausländischer YPG-Rekrut besonders hohe Medienprominenz. Seit den Berichten über eine leichte Verletzung, die er sich angeblich im Kampf gegen den IS zugezogen hatte, gab er bedeutenden Medien zahlreiche Interviews. Konservative Medien wie Fox News mit Sean Hannity und Greta Van Susteren berichteten über ihn, ABC bezeichnete ihn als „Anti-Dschihadist“ auf einem „Ein-Mann-Kreuzzug“ gegen den IS, in den Interviews mit Matson wurde das YPG-Banner im Hintergrund gezeigt. Unter den drei Australiern, die an der Seite der YPG kämpften, befand sich auch der frühere Präsident der Australian Labor Party des Northern Territory, Matthew Gardiner. Von einigen westlichen Freiwilligen der YPG wurde in den Medien berichtet, sie seien von der Türkei nach Syrien gelangt und hätten sich im Januar 2015 einer kurdischen Offensive im Irak angeschlossen.
Laut einer kurdischen Quelle von 2014 soll eine in Kanada geborene israelische Immigrantin der erste weibliche ausländische Kämpfer gewesen sein, der sich dem Kampf der syrischen Kurden angeschlossen hatte.
Während die angeblich gegen den IS kämpfenden foreign fighters Medienberichten zufolge als „Ikonen des ISIS-Krieges“ dargestellt wurden, gab es Berichte von ehemaligen Kämpfern der Lions of Rojava, die sich aus dem Ausland den YPG angeschlossen hatten, nach welchen die foreign fighters nur in Gegenwart der Medien für Propagandazwecke als Kämpfer ausstaffiert und in guten Unterkünften präsentiert, tatsächlich aber nie in wirklichen Kampfeinsätzen gegen den IS verwendet worden seien.
Der britische Schauspieler Michael Enright, der in Hollywood-Filmproduktionen kleinere Rollen gespielt hatte, erklärte öffentlich, bereit zu sein, im Kampf gegen den IS an der Seite der Kurden zu sterben, und trat in der Folge in von den YPG veröffentlichten Videos auf. So erklärte Enright in einem vom US-amerikanischen Auslandssender Voice of America am 14. Juli 2015 veröffentlichten Video, das ihn – bewaffnet und in Kampfausrüstung gekleidet – angeblich als Freiwilligen der YPG an der Front von al-Hasaka zeigt, die YPG würden das syrische Regime durch den IS bombardieren lassen, bis das syrische Regime den Kampf gegen den IS verloren habe, um dann „hineinzugehen und den Rest der Arbeit zu erledigen“. Enright trat bei den YPG unter dem Namen Mustafa Michael Ali auf und erklärte, den Namen angenommen zu haben, nachdem er sich mit dem Islam vertraut gemacht habe. Jordan Matson hatte Enright Medienberichten zufolge schon im Juni 2015 als „mental labil“ bezeichnet und beschuldigt, seine erfundene Geschichte an die Medien zu verkaufen. Enright sei in Rojava in Gefahr, von der eigenen Seite getötet zu werden, weil viele westliche und kurdische Leute seinen Tod wünschen würden.

#### Bekanntgewordene Todesopfer unter den ausländischen Freiwilligen auf Seiten der YPG
Bis 2017 waren einem Report der Henry Jackson Society zufolge von den bis zu diesem Zeitpunkt insgesamt mehreren Hundert foreign fighters der YPG 29 getötet worden. Ihrer Nationalität nach kamen 10 der getöteten YPG-foreign fighters aus den USA, jeweils 4 aus Großbritannien und Deutschland, 3 aus Australien, 2 aus Kanada und jeweils einer aus Iran, Portugal, Russland, Slowenien und Schweden.
Als erstes aus dem Westen stammendes Todesopfer unter den YPG-Kämpfern im Kampf gegen den IS wurde der 28-jährige Australier Ashley Johnston aus Maryborough aufgefasst. Der frühere Armeereservist Johnston soll den kurdischen Milizen, deren Angaben zufolge, am 4. Januar 2014 beigetreten und am 23. Februar 2015 während eines am 21. Februar begonnenen Überfalls kurdischer Kräfte auf eine Stellung des IS in Gassan bei Til Hemis nahe der türkischen Grenze getötet worden sein. Der Kampf mit nichtstaatlichen Gruppierungen in Syrien wurde 2014 durch australische Gesetze untersagt, weshalb Johnston in Australien für seinen Kampfeinsatz 10 bis 20 Jahre Gefängnishaft gedroht hätten. Anti-Terrorismus-Behörden vermuteten, Johnston sei über Facebook für die YPG mit ähnlichen Methoden angeworben worden, wie sie vom IS angewendet werden. Am 27. Juni 2015 starb der 23-jährige Australier Reece Harding von Gold Coast, als sein Fahrzeug bei einer Patrouillenfahrt auf eine Panzerabwehrmine fuhr.
Kurz nach Johnstons Tod wurde der Tod des 25-jährigen Briten Konstandinos Erik Scurfield aus Barnsley bekannt, eines früheren Royal Marines-Marineinfanteristen, der Medienangaben zufolge als Kämpfer der YPG in der Lions-of-Rojava-Einheit nahe der Stadt Qamischli an der türkischen Grenze am 2. März 2015 getötet wurde (nach anderen Angaben wurde er laut PYD in Al-Hol in der Provinz Hasaka nahe der syrisch-irakischen Grenze getötet) und als erster Brite galt, der im Kampf gegen den IS getötet wurde.
Nach Angabe der taz vom März 2015 sprach das Bundesamt für Verfassungsschutz zu diesem Zeitpunkt von einer „zweistelligen Zahl“ von Personen aus Deutschland, die in den Reihen der YPG, der PKK oder ihrer Verbündeten kämpften. Unter anderem kämpften Medienangaben zufolge Mitglieder der türkischen Marxistisch-Leninistischen Kommunistischen Partei (MLKP) in Syrien unter dem Oberkommando der YPG. Die MLKP hatte demnach seit Beginn des Kriegs gegen den IS Freiwillige nach Rojava entsendet, um die YPG/YPJ zu stärken, so der angeblich am 6. Oktober 2014 bei den Kämpfen um Kobane getötete, damals 30-jährige und aus Duisburg stammende Suphi Nejat Ağırnaslı, der einige Jahre zuvor zum Studieren nach Istanbul gegangen sein soll. Auch die, Medienangaben zufolge, nach mehreren Monaten an der Front nahe Tal Tamr unweit der Stadt Al Hassaka am 7. März 2015 als zweite aus Deutschland stammende Person auf Seiten der YPG gestorbene 19-jährige Ivana Hoffmann soll in Duisburg in der Gruppe Young Struggle aktiv gewesen sein, die im Ruf stand, der MLKP nahezustehen. In der Türkei soll sie Mitglied der MLKP geworden und sich laut dem Kurdenvertreter Nasir Haj Mansour der YPJ angeschlossen haben, auch um die – laut ihrer Gruppe Young Struggle – „Frauenrevolution in Rojava“ zu verteidigen. In der Zählung der YPG handelte es sich bei Ivana Hoffmann, Medienangaben zufolge, um die erste deutsche Gefallene, obwohl in den Reihen der PKK auch aus Deutschland stammende Personen kämpften, die sich der Guerilla viele Jahre zuvor angeschlossen hatten.
Der erste US-Amerikaner, von dem geglaubt wird, dass er im Kampf gegen den IS auf Seiten der YPG gefallen ist, war der 36-jährige Keith Broomfield, der nach Angaben der YPG am 3. Juni 2015 getötet wurde.

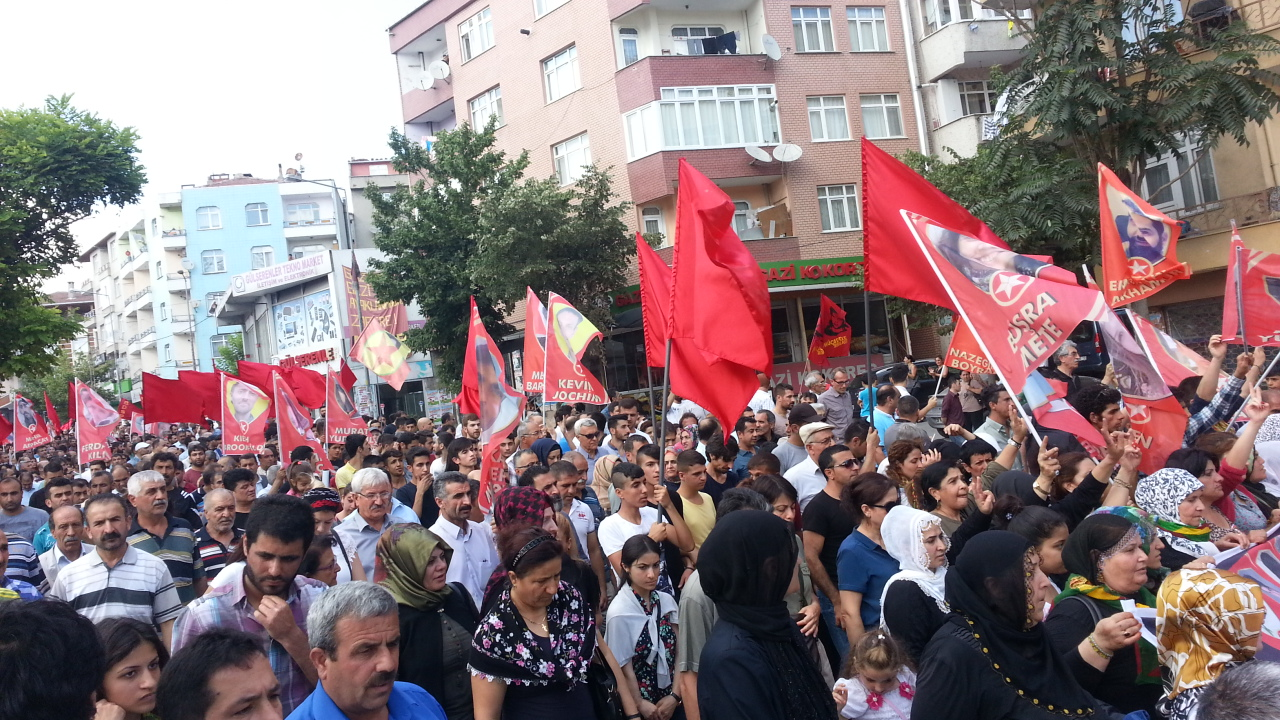
Fahne mit Name und Bild von Kevin Jochim (Bildmitte) bei Demonstration gegen den Anschlag von Suruç im Juli 2015

Nach Angaben der YPG starb der 21-jährige Kevin Jochim aus Karlsruhe im Kampf gegen den IS am 6. Juli 2015.
Am 22. Februar 2016 wurde der ehemalige Bundeswehrangehörige und Fremdenlegionär Günter Hellstern in der Nähe von asch-Schaddadi im Kampf gegen den IS getötet.
Der auf Seiten des YPG kämpfende US-amerikanische Zivilist Levi Jonathan Shirley starb am 14. Juli bei Gefechten in Manbij. Am 21. Juli starb der Brite Dean Carl Evans in der Schlacht um Manbidsch. Der Slowene Martin Gruden wurde nach kurdischen Angaben am 27. Juli 2016 ebenfalls in Manbidsch getötet.
Der Amerikaner Michael Israel und der Deutsche Anton Leschek wurden bei einem Angriff der türkischen Luftwaffe am 24. November 2016 beim Dorf Arima, nordöstlich von al-Bab, getötet. Der Brite Ryan Lock und der Kanadier Nazzareno Antonio Tassone starben beim Vormarsch auf Raqqa am 21. Dezember 2016 bei einem Angriff des IS. Am 26. Januar 2017 starb der US-Amerikaner Albert Avery Harrington bei einer Bombenexplosion in Suwaydiya-Saghirah, Raqqa. Der Brite Luke Rutter und die US-Amerikaner Robert Grodt und Nicholas Warden wurden am oder um den 5. Juli in der Schlacht um ar-Raqqa getötet. Der Brite Mehmet Aksoy starb am 26. September 2017 bei einem Angriff des IS auf seine Einheit in ar-Raqqa. Ein weiterer Brite, Jac Holmes, wurde nach dem Abzug des IS aus Raqqa beim Räumen von Sprengfallen dort durch eine Explosion Ende Oktober 2017 getötet.

#### Motive der YPG-Auslandskämpfer
Eine bedeutende Kategorie bildeten demnach die Militärveteranen für sich. Im Jahr 2014 stellten sie klar die Mehrheit der Rekrutierungen, doch sank ihre Anzahl jährlich, seit die YPG ihre Kontaktstrategie änderte und sich mehr auf die politisch linksaußen positionierte Klientel konzentrierte. Die ehemaligen Militärs überschnitten sich insofern mit anderen Kategorien, als sie beispielsweise durch humanitäre Belange motiviert wurden. Andere motivierende Faktoren traten hingegen nur bei diesen ehemaligen Soldaten auf, von denen einige das Soldatenleben, die Kameradschaft und die Gefechtssituation vermissten. Einige hatten zudem Schwierigkeiten damit, sich in das zivile Leben einzugliedern. Andere ehemalige Soldaten, die in den auf die Anschläge vom 11. September 2001 folgenden Kriegen gedient hatten, insbesondere im Irak, sahen sich in der Verantwortung, „die Arbeit zu erledigen“, oder wollten nicht, dass die Opfer umsonst gewesen seien. Andere wiederum, die bereits vor den Anschlägen vom 11. September 2001 in den Ruhestand getreten waren, fühlten sich schuldig, den militärischen Einsatz gegen den islamistischen Terrorismus verpasst zu haben und sahen in den YPG eine Möglichkeit, diese nicht wahrgenommene „Verpflichtung“ nachzuholen.
Eine weitere Kategorie von ausländischen YPG-Freiwilligen trat laut der 2017 veröffentlichten Studie insbesondere in der ersten chaotisch ablaufenden Rekrutierungswelle in Erscheinung, ehe die YPG eine systematische Beitrittsprozedur eingerichtet hatten und die meisten dieser Kategorie Zugehörigen aus den Reihen der YPG ausselektierten. Die Motive dieser Freiwilligen bestanden in eigennützigen Überlegungen, insbesondere in Hab- und Geltungssucht, manchmal in direkt materieller Hinsicht, manchmal auch in Hinblick auf Reputation oder Ruhm, mittels derer über die Zeit finanzieller Nutzen erwartet wurde. Zu dieser Kategorie zählte der Report der Henry Jackson Society auch jene Personen, die aus dem Bedürfnis zur Befriedung eines Tötungsimpulses handelten.
In eine weitere Kategorie lassen sich laut der Studie der Henry Jackson Society ausländische YPG-Freiwillige zusammenfassen, für die Abenteuerlust oder Selbstverwirklichung mit einem Schwerpunkt auf Lebenshilfe bedeutende Motivationsfaktoren darstellen. Zu ihnen zählte eine Reihe von Kleinkriminellen und Drogenabhängigen, die sich den YPG angeschlossen hatten, um einen Ausweg aus ihrem Lebensmuster zu finden.
Eine letzte Kategorie unter ausländischen YPG-Freiwilligen bilden, der Studie zufolge, ideologisch Motivierte. Darunter befinden sich kommunistische, anarchistische und andere linksextremistische Militante, die der Ansicht waren, eine revolutionäre Gesellschaft in Syrien zu schaffen. Einige der Freiwilligen dieser Kategorie handelten, ihren Profilen der Henry Jackson Society zufolge, in vollem Bewusstsein darüber, dass die YPG zur PKK gehört. Dies traf insbesondere auf politisch Linksstehende aus der Türkei zu, die langjährige Verbündete des PKK-Aufstandes innerhalb der Türkei gewesen waren, sowie für Griechen und andere Südeuropäer, die aus politisch linksstehenden terroristischen Gruppen stammen und in den von den YPG kontrollierten Gebieten Zuflucht finden oder „Erfahrungen“ sammeln wollten. Während einige westliche YPG-Freiwillige die Verbindung der YPG zur PKK begrüßen würden, seien sich viele Andere nicht über diese Verbindung im Klaren.
Britische Geheimdienstbeamte gaben den Medien gegenüber an, es bestünden Bedenken, dass einige YPG-Freiwillige nach ihrer Rückkehr an traumatisch-bedingten psychischen Problemen leiden und ihre militanten Triebkräfte von anderen ideologischen Gruppen ausgebeutet werden könnten. Der Experte Wladimir van Wilgenburg schrieb im November 2017, dass viele ausländische YPG-Freiwillige aus den USA und Europa, die nach Syrien gekommen waren, um sich dem Kampf gegen den IS anzuschließen, möglicherweise Gefahr liefen, als Terroristen stigmatisiert zu werden und einer Verhaftung und Strafverfolgung gegenüberzustehen.
Der 2017 publizierten Report der Henry Jackson Society hat Profile für 60 foreign fighters der YPG in Syrien aus 12 Staaten angelegt, darunter auch zu allen 29 ausländischen YPG-Kämpfern, die bis zu diesem Zeitpunkt getötet worden waren. Zudem analysierte der Bericht die Motive dieser 60 ausländischen Freiwilligen der YPG. Ihre Motive waren der Studie zufolge mannigfaltig, unterschiedlich und überschnitten sich bei den Personen. Die Studie unterteilte diese in vier breitere thematische Kategorien.

## YPG während des Syrischen Bürgerkrieges

### Erste Kämpfe
Der Syrische Bürgerkrieg brach nach Aufständen im März 2011 aus und war in der ersten Zeit von einem zunehmenden Kontrollverlust der Zentralregierung in Damaskus gekennzeichnet. Zahlreiche Soldaten der Regierungsarmee desertierten und schlossen sich der Freien Syrischen Armee oder anderen aufständischen Gruppen an. Die Regierung begann, ihre verbliebenen Truppen neu zu organisieren und zog Einheiten aus entlegenen Landesteilen ab, um wichtige Gebiete besser schützen zu können. Verschiedene Aufständische und kurdische Einheiten übernahmen die Kontrolle über die Gebiete, aus denen sich die Armee zurückgezogen hatte. Dabei tolerierte die YPG die Regierungstruppen oder kooperierte sogar, wenn es zum eigenen Vorteil war. Es kam aber auch zu bewaffneten Auseinandersetzungen zwischen beiden Parteien. In al-Hasaka und Qamischli bildete sich gar eine Struktur bei der YPG und Regierungsverbände nebeneinander existieren.
In der Türkei gaben sich Stimmen überzeugt, dass Präsident Assad den Kurden das Gebiet an der türkischen Grenze absichtlich überlassen habe, um so Druck auf die Türkei auszuüben und die Rebellengruppen innerhalb Syriens gegeneinander auszuspielen.
Seit Mitte 2012 hatten kurdische Gruppen dann die Kontrolle über die drei Enklaven mit kurdischer Bevölkerungsmehrheit übernommen und begannen, auf Basis der sozialistischen PKK-Ideologie eine Art basisdemokratischer Direktverwaltung aufzubauen. Kleinere kurdische Gruppen, die eher den irakischen Kurden zugetan waren, wurden dabei von PYD/YPG beiseite gedrängt.
Nach einem einzelnen Angriff von Regierungstruppen auf von Kurden gehaltenes Gebiet von Scheich Maksud in Aleppo im September 2012, bei dem Dutzende Zivilisten starben, übten YPG-Einheiten nach eigenen Angaben Vergeltung; sie töteten einige Regierungssoldaten und vertrieben Regierungsvertreter aus Kobanê.
In diesem Prozess gerieten die kurdische PYD und die FSA bereits im Oktober 2012 im Gebiet bei Aleppo aneinander. Kurdische Kämpfer gaben an, die FSA-Kämpfer hätten entgegen einer früheren Vereinbarung versucht, bewaffnet in von Kurden gehaltenes Gebiet vorzudringen. Etwa zwei Dutzend Personen wurden getötet.
Im gleichen Jahr, zwischen Juli und November 2012, kämpften die YPG-Einheiten dann gegen vorrückende salafistische Kämpfer der Al-Nusra-Front und gegen deren Verbündete, die Gruppierung ISIS, um die Grenzstadt Ras al-Ayn, gefolgt von Kämpfen um Tall Abyad.
Im November 2013 rief die PYD schließlich in Nordsyrien die Selbstverwaltung in den Kantonen Efrin, Kobanê und Cizre aus – entsprechende gesetzgebende Versammlungen wurden zusammengestellt und die syrische Flagge durch kurdische Fahnen ersetzt.

### YPG im Irak 2014
Im Juni 2014 fiel die irakische Metropole Mossul in die Hände religiöser Extremisten des IS. Dessen Kämpfer bedrohten nun auch die kurdische Hochburg Erbil. Die bewaffneten Einheiten der irakischen Kurden, die Peschmerga, waren dem IS nicht gewachsen. Die USA sahen sich so im August 2014 gezwungen, gegen den IS im Irak aus der Luft vorzugehen und begannen mit der Operation Inherent Resolve.
Im August 2014 trat der IS im Irak zum Angriff auf Sindschar nahe der syrischen Grenze an und eroberte die Stadt am 3. August. Die Peschmerga-Einheiten der kurdischen Regionalregierung hatten sich beim Herannahen der IS-Kämpfer zurückgezogen. Viele der dort heimischen irakischen Christen und Jesiden flohen in das Sindschar-Gebirge oder wurde vom IS massakriert.
Nach Presseberichten war es die PKK, die in dieser Lage zur Zusammenarbeit verschiedener kurdischer Gruppen aufrief.
Aus dem syrischen Gouvernement al-Hasaka drangen YPG-Kämpfer in den Irak vor und sicherten eine provisorische Straße zum Sindschar-Gebirge ab, während PKK-Kämpfer, die ursprünglich aus der Türkei stammten und die in Machmur eine Basis unterhielten, gegen den IS bei Sindschar vorgingen. Tausende Jesiden entkamen über die Fluchtroute dem IS. Die YPG bildete anschließend auch Jesiden aus und schickte sie als Kämpfer zurück in den Irak.

### Schlacht um Kobanê 2014
Im September 2014 rückten IS-Verbände auf die Stadt Kobanê (arabisch: Ain al-Arab) an der Grenze zwischen Syrien und der Türkei vor. Die Bewohner zahlreicher Dörfer im vorgelagerten kurdischen Siedlungsgebiet flohen oder wurden evakuiert. PYD/YPG und einige Kämpfer anderer Gruppen versuchten die Stadt zu halten, waren aber zahlenmäßig, waffentechnisch und in der Versorgung mit Nachschub dem IS unterlegen, dessen Kämpfer auch Panzer und Militärfahrzeuge aus US-amerikanischer Produktion mitbrachten, die sie im Irak zuvor von Regierungstruppen erbeutet hatten.
Am 26. September wurde die Lage der Verteidiger zunehmend kritisch, nachdem IS-Kämpfer einen strategisch wichtigen Höhenzug vor der Stadt erobert hatten. Einen Tag später begannen die USA mit Luftangriffen auf den IS bei Kobanê. Die Luftangriffe wurden in schneller Folge geflogen und erreichten Anfang November 2014 bereits 150 Einsätze.
Das US-Militär gab am 17. Oktober an, mit den YPG Informationen auszutauschen, und ließ mit Transportflugzeugen am 19. Oktober 2014 bei Kobanê erstmals 28 Nachschubpakte mit Waffen, Munition und Sanitätsmaterial für die kurdischen Kämpfer abwerfen.
Die türkische Regierung andererseits hatte zwar Kurden zuvor erlaubt, aus Kobanê über die Grenze zu fliehen, verbot aber, dass sie als Verstärkungen über die Grenze zurückkehrten. Unter internationalem Druck willigte die Türkei später ein, Kämpfern den Zugang zu erlauben, wählte dazu aber eine kleine Gruppe FSA-Kämpfer und später eine kleine Gruppe irakischer Peschmerga aus, denen man es erlaubte, mit ihrer Ausrüstung durch die Türkei nach Kobanê zu reisen.
Ende Oktober erreichten so etwa 50 FSA-Kämpfer und 150 Peschmerga Kobanê.
Die Schlacht endete mit dem Durchbrechen des IS-Belagerungsringes im Januar 2015, ein letzter Angriff des IS auf die Stadt wurde im Juni 2015 abgewehrt.
Die USA hatten mit Angriffen aus der Luft durch Kampfflugzeuge bedeutenden Anteil am Sieg der YPG-Einheiten über den vorrückenden IS in dieser Schlacht. Seit der Schlacht um Kobanê koordinierten die USA auch ihre Luftangriffe im Gouvernement al-Hasaka und Gouvernement ar-Raqqa mit den Einheiten von PYD/YPG.
Die PYD/YPG gewann durch die Schlacht unter den Kurden, aber auch international beträchtlich an Ansehen. Die Darstellung der Abwehrschlacht in den westlichen Medien mit den säkularen Verteidigern, mit Frauen in Kampfeinheiten, gegen die brutalen, intoleranten Islamisten, war von deutlicher Sympathie für die YPG geprägt.
Die Türkei büßte ihrerseits durch ihr Verhalten in der Krise an Ansehen ein. So hatte die türkische Regierung an der Grenze nach Syrien, wenige hundert Meter hinter der Stadtgrenze von Kobanê, Panzer auffahren lassen, die vor den Augen der Weltpresse untätig blieben, während die YPG in den Straßen gegen den IS kämpfte. Die Schlacht und das Verhalten der Türkei stachelte zudem erneut den kurdischen Nationalismus in der Türkei an und beendete unmittelbar die Friedensbemühungen zwischen PKK und türkischer Regierung.

### 2015
Zwar gelang es den YPG mit Hilfe von US-Luftunterstützung bis Mitte September 2015, ein 17.000 Quadratkilometer großes Territorium vom IS einzunehmen, doch erschwerte das Nichtvorhandensein einer kurdischen Bevölkerung in anderen Gebieten ein weiteres Vordringen. Die YPG standen hier nicht mehr kleinen, durch den IS kontrollierten Dörfern in den Provinzen Hasaka und Raqqa gegenüber, sondern dichtbevölkerten Städten wie al-Haul und asch-Schaddadi. Daher wurden im Oktober 2015 die Demokratischen Kräfte Syriens (DKS) gegründet, ein Verbund von kurdischen und arabischen Milizen.
Im November 2015 kämpfte die DKS/YPG-Koalition um die Stadt al-Haul im Nord-Osten Syriens. Im Dezember eroberten sie die Tischrin-Talsperre am Euphrat.

### Expansion 2016
Gegen Jahresende 2015 begann die Luftwaffe der Russischen Föderation, den aufgefrischten Verbänden der Syrischen Armee und den sie unterstützenden schiitischen Milizen den Weg um Aleppo durch das Gebiet verschiedener Rebellengruppen durch Bombenangriffe zu ebnen. Diese Regierungstruppen stoppten ihren Vormarsch, nachdem sie die zuvor belagerten Enklaven az-Zahra und Nubl befreit hatten, und gingen nicht gegen die von YPG/DKS gehaltenen Gebiete vor.
YPG/DKS-Kämpfer nutzen diese Gelegenheit ihrerseits, um aus der Region nördlich von Aleppo um Afrin nach Osten zu marschieren. Das Gebiet wurde aber nicht nur von islamistischen Kämpfern, wie die YPG verlauten ließ, sondern auch von US-ausgerüsteten FSA-Verbänden verteidigt. Dennoch eroberten die Kurden mehrere Dörfer und am 11. Februar 2016 schließlich den 2013 vom Regime aufgegebenen Militärflugplatz Menagh, den einige Dutzend Kämpfer der Levante-Front verteidigt hatten, die aber kurz zuvor durch einen russischen Luftangriff geschwächt worden waren.
Die Bewegung von Afrin nach Osten wurde von den US-Amerikanern als Teil einer kurdischen Offensive eingeschätzt, die darauf abzielte, die „Kantone“ des angestrebten kurdischen Rojava-Gebietes mit einer Landbrücke durch arabisches Siedlungsgebiet zu verbinden.
Als YPG-Verbände der Afrin-Offensive sich kurze Zeit später der von anderen Rebellen gehaltenen grenznahen Stadt Aʿzāz näherten, schritten türkische Truppen ein und begannen die YPG bei Menagh mit Artillerie von der Türkei aus zu beschießen. Der türkische Premierminister Davutoğlu gab daraufhin öffentlich bekannt, dass sich die YPG von Aʿzāz in Zukunft fernzuhalten habe.
Die Manbidschoffensive der DKS begann im Mai 2016 und zielte auf die Vertreibung des IS aus der gleichnamigen Stadt am Euphrat.
Die türkische Führung hatte bereits im Juni 2015 vor einer Ausweitung des PYD/YPG-Gebietes über den Euphrat nach Westen gewarnt und trat nach der Eroberung von Manbidsch durch die DKS mit einer eigenen Offensive Ende August 2016 aus der Türkei heraus zum Angriff gegen den IS an, um dessen Gebiet zu besetzen, es so dem Zugriff der YPG zu entziehen und einen Keil zwischen die kurdischen Kantone zu treiben. Die pro-türkischen Verbände kamen jedoch nicht weiter nach Süden als bis al-Bab, wo der Widerstand des IS sie bis Februar 2017 aufhielt, während syrische Regierungstruppen aus dem Raum Aleppo südlich von al-Bab von Westen nach Osten marschiert waren und so den türkischen Brückenkopf nach Süden abriegelten. Scharmützel zwischen pro-türkischen Kämpfern, DKS/YPG-Einheiten und syrischen Regierungstruppen bei Manbisch mussten schließlich durch das direkte Eingreifen der USA und Russlands beendet werden, indem sie eigene Truppenpräsenzen im Raum al-Bab – Manbisch zur Abschreckung stationierten.

### Tabqa und ar-Raqqa 2017
Mit der Befriedung der Region Manbisch konnten YPG/DKS-Einheiten weiter nach Süden marschieren, um dort gegen die faktische IS-Hauptstadt ar-Raqqa am Euphrat vorzugehen. Den Beginn der Offensive auf ar-Raqqa kommandierte Rojda Felat. Zuerst überquerte man Ende März in einem Überraschungsvorstoß den Euphrat, um Tabqa einzunehmen. Im Mai wurde Tabqa und der Tabqa-Staudamm erobert. Die Schlacht um ar-Raqqa begann mit dem Erreichen der Stadtgrenzen im Mai 2017. Ar-Raqqa wurde am 17. Oktober vom IS erobert.
Die Spannungen zwischen YPG und der Türkei mit ihren Verbündeten innerhalb Syriens gingen 2017 jedoch weiter. Sporadische Kämpfe zwischen türkeinahen Gruppierungen und der YPG innerhalb Syriens setzen sich fort und wurden wieder nahe der Grenze, in der Region südlich von Aʿzāz, im Juli fortgesetzt. Auch verhaftete man im Juli in der Türkei einen britischen Urlauber unter Terrorismusvorwürfen, der für die YPG in Syrien gekämpft hatte.

### Afrin 2018
Am 20. Januar 2018 begann die Türkei eine Offensive gegen die YPG in Afrin. Nach Einschätzung von Völkerrechtlern wie Anne Peters vom Max-Planck-Institut und Stefan Talmon vom Institut für Völkerrecht war es eine völkerrechtswidrige Offensive. Das Ziel der Offensive war nach Aussagen von Erdogan die Vertreibung der Kurden aus Afrin und die Übergabe von Afrin an die seiner Meinung nach rechtmäßigen Besitzer, die Araber. Die türkische Regierung sagte zuvor, dass sie nichts gegen Kurden habe, sondern nur gegen die YPG. Laut dem britischen Independent hat die Türkei für die Offensive frühere Kämpfer der al-Qaida und des IS angeheuert. Am 18. März 2018 eroberten die Türkei und mit ihnen verbündete Milizen die Stadt Afrin. Noch am selben Tag zerstörten sie die für die kurdische Kultur wichtige Kawa-Statue. Die YPG zog sich in die Sheba-Ebene zurück. Je nach Angaben sollen zwischen 137’000 und 200’000 Personen aus Afrin geflüchtet sein. Die meisten von ihnen wohnen ihn Flüchtlingslagern in Shehba.

### Nordsyrien 2019
Die zunächst mit den Kurden verbündeten Amerikaner hatten die Volksverteidigungseinheiten ermutigt, die Verteidigungsstellungen an der türkischen Grenze zu demontieren und ihnen erklärt, so würde ein türkischer Einmarsch verhindert. Als der amerikanische Präsident Donald Trump am 6. Oktober 2019 schließlich telefonisch seine Billigung für den Einmarsch dem türkische Präsident Erdoğan mitteilte und sich Trumps Truppen entsprechend zurückzogen, sahen sich die Kurden von den Amerikanern hintergangen.

## Vorwürfe von Menschenrechtsverletzungen gegen die YPG
Die Menschenrechtsorganisation KurdWatch hat regelmäßig Menschenrechtsverletzungen an Gegnern der PYD chronologisch aufgezeichnet. Diese Vorfälle weisen darauf hin, dass sich nicht alle Kurden mit der Vorherrschaft der PYD abfinden. Im Juni 2014 wurden von Human Rights Watch (HRW) massive Verletzungen der Menschenrechte durch die PYD festgestellt. In diesem Zusammenhang wurden vor allem unverhältnismäßige Gefängnisstrafen, unfaire Gerichtsverfahren und der Einsatz von Kindersoldaten erwähnt.

### Verfolgung politischer Gegner
Schon zu Beginn des syrischen Bürgerkrieges wurde über von der PYD und der YPG begangene Menschenrechtsverletzungen berichtet. Im Jahr 2013 wurde berichtet, dass die YPG drei oppositionelle Kurden bei einer Demonstration in Amude getötet habe. Es wurde von der Verfolgung kurdischer politischer Gegner berichtet, die der PYD eine totalitäre Alleinherrschaft vorgeworfen hätten. So wurde beispielsweise der kurdische Politiker Dersem Omar im Jahre 2013 unter Arrest gestellt.

### Kindersoldaten

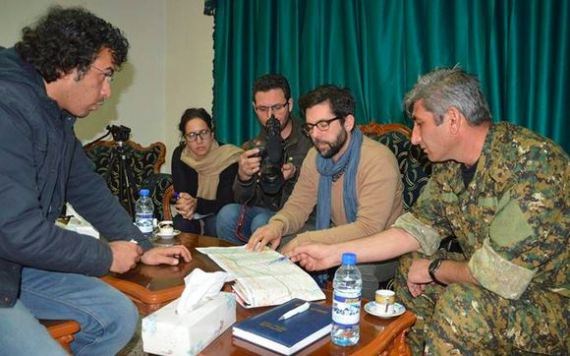
YPG-Sprecher Rêdûr Xelîl mit HRW-Vertreter Fred Abrahams (Frederick Cronig Abrahams)

HRW erwähnte auch den bereits Ende Mai 2015 in einem Focus-Artikel erhobenen Vorwurf, dass es in Qamischli zur Rekrutierung eines 14-jährigen Mädchens aus der Schule heraus durch die YPJ gekommen sein soll. Auf Anfrage von HRW vom 10. Juni 2015 nach einer Antwort auf die Vorwürfe antworteten die YPG am 24. Juni, die Gruppe erkenne an, aufgrund des anhaltenden bewaffneten Konflikts vor „bedeutenden Herausforderungen“ bei der Beendigung der Verwendung von Kindersoldaten zu stehen. Sie erkenne an, dass es „einige individuelle Fälle“ im vergangenen Jahr gegeben habe. Mitte Juli 2015 berichtete HRW, dass die YPG, die am 5. Juni 2015 eine Verpflichtung unterzeichnet hatten, alle unter 18-jährigen Kämpfer zu demobilisieren, zwar nach einem Monat 149 Kinder demobilisiert habe, jedoch trotz ihres Versprechens weiterhin Kindersoldaten kämpfen ließen. HRW-Repräsentant Fred Abrahams erklärte, die YPG sollten ihr Versprechen zur Beendigung des Kriegseinsatzes von Kindern einhalten. Der Umstand, dass die kurdischen Kräfte gegen das Kriegsrecht missachtende Gruppen wie den IS kämpfen, rechtfertige nicht die Missbräuche in den eigenen Streitkräften.
2017 dokumentierte die UNO 224 Fälle von Rekrutierung von Kindern bei den YPG und den Fraueneinheiten. Damit verfünffachte sich die Zahl im Vergleich zum Vorjahr. Ebenfalls 2017 wurden auch sechs Fälle von Kindesentführung durch die YPG von der UNO dokumentiert.

### Vertreibungen von Zivilisten
Nachdem die YPG im Juni 2015 den vorher vom IS beherrschten Korridor zwischen den syrischen Kurdenkantonen Cizîrê und Kobanê erobert hatten, in dem mehr Araber als Kurden leben, wurden Berichte über Vertreibungen von Arabern und Turkmenen laut. Während vor allem türkische und arabische Medien sowie Blogs darüber berichtet hatten, griffen westliche Zeitungen und Sender die Vorwürfe ihrerseits kaum auf. Die YPG bestritten die Anschuldigungen und sprachen dagegen von „Angeboten“, die man den Zivilisten aus den Kampfgebieten gemacht habe, um zu vermeiden, dass sie der IS als lebende Schutzschilde missbraucht.
Im Oktober 2015 warf Amnesty International (AI) den zu diesem Zeitpunkt von den USA unterstützten YPG Kriegsverbrechen in Form von Vertreibungen oder Zwangsumsiedlungen der Zivilbevölkerung und Zerstörung ihrer Dörfer vor und sprach von einer regelrechten gegen das humanitäre Völkerrecht verstoßenden Vertreibungswelle an Tausenden vornehmlich nichtkurdischen (vor allem turkmenischen und arabischen) Bewohnern nach der Einnahme ihrer Dörfer durch die YPG. Insbesondere habe sich das Geschehen in der Provinz Hassaka abgespielt, wo neben Kurden und Christen auch sunnitische Araber lebten. Die Vertreibung wurde von AI als „gezielte und koordinierte Kampagne zur kollektiven Bestrafung“ der YPG gegen Dörfer gewertet, in denen nach Wahrnehmung der YPG Bewohner mit dem IS oder anderen nichtstaatlichen bewaffneten Gruppen (wie der FSA) sympathisiert hätten. AI warf der kurdisch geführten Verwaltung vor, ihre Macht zu missbrauchen und das Völkerrecht in einer Weise zu missachten, die Kriegsverbrechen gleichkomme. Bei ihren Vorwürfen berief sich AI auf Satellitenbilder sowie auf Augenzeugenberichte Dutzender Bewohner der Provinzen Hasaka und Raqqa, nach denen die YPG damit gedroht hätten, Luftangriffe der US-geführten Allianz anzufordern.
Zusätzliche Brisanz erhielten die Vorwürfe auch dadurch, dass sie zu einem Zeitpunkt erfolgten, als die YPG von den USA „angesichts der massiven russischen Einmischung in Syrien“ (Martin Durm/SWR) zum wichtigsten Bündnispartner der USA gegen den IS aufgewertet wurde, nachdem die westlichen Staaten zuvor gezögert hatten, sich offiziell mit den YPG als „verlängertem Arm der kurdischen PKK in Nordsyrien“ zu verbünden. Die Vorwürfe der ethnischen Säuberungen gegenüber der YPG wurden später von der UN widerlegt.
Mehrere mit den USA verbündete Regierungen betrachteten zu diesem Zeitpunkt die YPG skeptisch bis feindlich, deren Mutterorganisation – die PKK – noch immer auf der Liste der Terrororganisationen mehrerer europäischer Länder stand und sich – ausgelöst durch den Anschlag von Suruç – seit Juli 2015 erneut im bewaffneten Konflikt mit der Türkei befand, bei dem die USA das Vorgehen der Türkei gegen die PKK als eindeutigen Akt der Selbstverteidigung gewertet hatten.
Nachdem AI bis zur Veröffentlichung des Berichts keine Stellungnahme der kurdischen Verwaltung der Gebiete erhalten hatte, wies YPG-Sprecher Rêdûr Xelîl die Anschuldigungen nach der Veröffentlichung des Berichts als „falsche Anschuldigungen“ zurück und gab an, die Bevölkerung sei lediglich zu ihrem eigenen Schutz aus einem Kriegsgebiet evakuiert worden. Ein anderer Vertreter der Kurden in Nordsyrien sagte dagegen gegenüber Medien, Truppen hätten möglicherweise geringfügige Übergriffe auf Bewohner verübt, wenn sie diese verdächtigten, der IS-Miliz nahezustehen. Mit der ethnischen Zugehörigkeit der Bewohner stünden die Aktionen jedoch nicht in Verbindung. Der Leiter der als Asayish bekannten kurdisch-internen Sicherheitskräfte, Ciwan Ibrahim, räumte ein, dass es zu Vertreibungen gekommen war, nannte diese aber „vereinzelte Vorfälle“ und gab an, dies sei zur eigenen Sicherheit der Zivilisten geschehen.

### Berichte von internationale Konflikte analysierenden Nichtregierungsorganisationen
- International Crisis Group: Fighting ISIS: The Road to and beyond Raqqa – The U.S. campaign against ISIS in northern Syria both benefits from and is complicated by its partnership with an affiliate of the Kurdistan Workers’ Party (PKK), a group fighting against its NATO ally Turkey. The challenges will grow as the war on ISIS moves further east (englisch; PDF), Briefing N° 53 / Middle East & North Africa, 28. April 2017.

Der Bericht stellt dar, wie die US-Kampagne gegen den IS in Nordsyrien von der Partnerschaft mit der YPG/SDF profitiere, zugleich aber auch durch die Partnerschaft mit dieser an die PKK angeschlossenen Gruppierung kompliziert werde, während die PKK gegen die Türkei als NATO-Verbündeten der USA im Kampf befindlich sei.
- International Crisis Group: The PKK’s Fateful Choice in Northern Syria – The Kurdistan Workers’ Party (PKK) and its Syrian affiliates face a stark choice: risk their gains in northern Syria through continued prioritisation of the PKK’s fight against Turkey, or pursue local self-rule in the area they have carved out of the chaos of the Syrian war (englisch, PDF), Report N°176 / Middle East & North Africa, 4. Mai 2017.

Der vierte Bericht der ICG über die Kurden in Nordsyrien stellt dar, dass Türkei-orientierte YPG-Kommandeure, die von der PKK ausgebildet wurden, die YPG weniger auf eine syrische Lösung der kurdischen Frage in Syrien als vielmehr auf den Kampf der PKK gegen den türkischen Staat ausgerichtet hätten.

### Berichte von Menschenrechtsorganisationen
- Human Rights Watch: Under Kurdish Rule – Abuses in PYD-run Enclaves of Syria (englisch; PDF), 19. Juni 2014.
- Human Rights Watch: Syria: Kurdish Forces Violating Child Soldier Ban – Despite Promises, Children Still Fight (englisch), 15. Juli 2015.
- Amnesty International: Syria: Arbitrary detentions and blatantly unfair trials mar PYD fight against terrorism, 7. September 2015.